# 본겁본견
본겁본견(本劫本見)은 육십이견의 한 종류이다. 《대승의장》 과 《유가사지론》 등에 따르면, 본겁본견(本劫本見)에서 본겁(本劫)은 과거의 시간을 뜻하고, 본견(本見)은  과거에 대해 관찰하여 상견(常見)을 일으키는 것을 말한다. 즉, 본겁본견은 과거에 대한 관찰을 통해 나와 세간이 영원하다[常]는 유형의 결론을 내리고 그것을 주장하는 것을 말한다. 하지만 본겁본견에 속한 모든 견해가 반드시 상견인 것은 아니다.

## 본겁본견 (18견)

### 상론 (4견)
상론(常論), 4상론(四常論), 변상론(遍常論) 또는 4변상론(四遍常論)에서 '상론'의 문자 그대로의 뜻은 '영원하다는 견해 또는 이론'으로, 나[我]와 우주[世間]는 그 본질적인 면에서 볼 때 영원불멸하다는 견해이다.
《장아함경》의 〈범동경〉에 따르면, 상론에는 다음과 같은 상론 초견 · 제2견 · 제3견 · 제4견의 총 4가지 견해가 있다.
1. 상론 초견은 과거 20겁(신역의 20중겁)을 기억한 후 '나와 우주는 그 본질적인 면에서 볼 때 영원불멸하다'고 결론을 내리는 것이다.
2. 상론 제2견은 과거 40겁(신역의 40중겁)을 기억한 후 '나와 우주는 그 본질적인 면에서 볼 때 영원불멸하다'고 결론을 내리는 것이다.
3. 상론 제3견은 과거 80겁(신역의 80중겁, 즉, 대겁)을 기억한 후 '나와 우주는 그 본질적인 면에서 볼 때 영원불멸하다'고 결론을 내리는 것이다.
4. 상론 제4견은 경험이 아닌 추론을 통해 '나와 우주는 그 본질적인 면에서 볼 때 영원불멸하다'고 결론을 내리는 것이다.

상론의 4가지 견해 중에서 초견부터 제3견까지는 선정을 통한 경험에 근거한 견해이고, 제4견은 추론에 근거한 견해이다. 달리 말해, 초견부터 제3견까지는 부처의 선정력에 도달하지 못한 상태의 선정력으로, 즉, 열반을 성취하지 못한 상태의 선정력으로, 즉, 일체지에 도달하지 못한 상태의 선정력으로 과거를 기억하여 그 경험에 바탕하여 '나와 우주는 영원하다'고 결론을 내리는 것이고, 제4견은 이러한 선정력이 없는 상태에서 여러 이론과 견해를 논리적으로 판단하여 '나와 우주는 영원하다'고 결론을 내리는 것이다.
상론(常論)은 붓다가 대답하기를 거부하고 침묵한 14무기 가운데 시간과 관련된 질문에 대해, '우주가 시간적으로 영원하다[世間有常]'는 입장을 가진 외도들의 견해에 해당한다. 즉, 당시 불교계에서는 이들이 '이러한 견해를 가지게 된 근거'에 따라 그 유형을 크게 4가지 부류로 나누어 구분하였던 것이다. 그리고 상론은 자아가 죽음을 통해 영원히 소멸되는 것이 아니라 죽음 후에도 다만 형태를 달리할 뿐 그 본질은 항구 불변하여 시간적으로 영원하다는 견해를 가지는 것이므로, 단견(斷見) · 상견(常見)의 변집견 중 상견에 속한다.
《대비바사론》 제199권에 따르면, 상론의 견해를 가진 외도의 견해로는 6사외도 중에는 파쿠다 카차야나(Pakudha Kaccayana, 가라구타가전연)가 주장한  7사신(七士身) 즉 불변의 7요소설이 있으며, 힌두교의 정통 6파철학 중에는 샹캬 학파의 프라크리티[自性] 전변설(轉變說)이 있다. 또한 《대비바사론》에서는 이 견해들 외에도 은현설(隱顯說)이 있다고 말하고 있으나 누구의 견해인지는 명확하지 않다. 그리고 《대비바사론》에 따르면, 파쿠다 카차야나의 불변의 7요소설과 샹캬의 전변설과 어느 누구의 은현설은 추론에 의한 것이 아니라 그 모두가 선정력으로 과거를 관찰하여 제출된 견해 또는 이론이다. 현대 학자들의 견해에 따르면, 헬레니즘 철학자 중 영육이원론에 바탕하여 플라톤이 정립한 영혼불멸설과, 헬레니즘 철학의 영육이원론의 영향을 받아 바울이 확립한 기독교 고유의 영혼불멸설이 상론에 속한다. 플라톤의 영혼불멸설과 바울의 영혼불멸설이 경험적 관찰에 의거한 것인지 아니면 추론에 의거한 것인지는 확실치 않다. 다만, 플라톤이 이집트에 가서 신비 가르침을 배웠다는 설이 있고, 바울이 〈고린도후서〉12:2~4에서 제3천(셋째 하늘)과 관련하여 말한 것이 자신의 경험을 말한 것이라고 볼 때, 이것이 모두 사실이라 가정할 때는 경험적 관찰에 의거한 것일 가능성도 있다.
한편, 혜원의《대승의장》 제6권에 따르면, 위의 4가지 견해가 상론의 전부는 아니다. 혜원의 견해에 따르면, 설혹 8만겁을 기억한 후 '나와 우주는 영원하다'고 결론을 내리거나, 심지어, 모든 겁을 전부 기억한 후 '나와 우주는 영원하다'고 결론을 내린다고 하더라도 모두 상론에 포합되며, 위의 4가지 견해는 이러한 다른 모든 경우들을 포괄하여 생략해 표현한 것일 뿐이다. 《대비바사론》 제199권에 따르면, 외도들이 상론의 견해를 주장하는 것은 세생멸(細生滅), 즉, 찰나생멸, 즉 찰나생 찰나멸을 모르기 때문이다.
상론은 변상론(遍常論) 또는 변상견론(遍常見論)이라고도 한다. 《유가사지론》 제87권에서는 상론을  상견론(常見論)이라 부르고 있다.
그런데, 모든 경론에서의 상론 4견에 대한 설명이 위의〈범동경〉과 동일하지는 않다. 제4견이 추론에 의한 것이라는 점에는 동일하지만, 선정력으로 기억하게 된 초견부터 제3견까지의 과거가 어디까지인가에 따라 다음의 표와 같은 차이가 있다. 달리 말해, 6신통 중 숙명통의 성취도에 대해 경론 간에는 차이가 있다. 특히 《대비바사론》의 경우, 다른 경론과는 눈에 띄게 구별되는 차이가 있다. 즉, 숙명통의 성취도에 대한 해석이 다른 경론과는 차이가 있다.
|            | 범동경    | 대승의장  | 브라흐마잘라 숫따  | 불설범망육십이견경                   | 대비바사론                     |
| ---------- | --------- | --------- | ------------------ | ------------------------------------ | ------------------------------ |
| 상론 초견  | 과거 20겁 | 과거 20겁 | 과거 1생~수십만 생 | 과거 20겁                            | 과거 1겁~80겁                  |
| 상론 제2견 | 과거 40겁 | 과거 40겁 | 과거 1겁~10겁      | 미래 40겁                            | 과거 1생~수십만 생             |
| 상론 제3견 | 과거 80겁 | 과거 80겁 | 과거 10겁~40겁     | 과거와 미래 80겁                     | 천안(天眼)으로 5온의 상속을 봄 |
| 상론 제4견 | 추론      | 추론      | 추론               | 추론, 즉, 염적근주치념(念寂根住癡念) | 추론, 즉, 심사(尋伺)           |

《대비바사론》 제199권에 따르면, 초견과 제2견의 차이는 초견(과거 1겁~80겁)은 오랜 과거의 겁 동안의 많은 생을 기억하기는 하지만 연속된 생을 연속해서 기억하지 못하는데 비해, 제2견(과거 1생~수십만 생)은 그만큼 많은 생을 기억하지는 못하지만 연속된 생을 연속해서 기억하는 것이다. 말하자면, 제2견은 과거의 소수의 연속된 삶을 끊어짐 없이 기억하여 인과의 흐름을 명확히 인지하는 것이다. 이들에 비해 제3견(천안으로 5온의 상속을 봄)은 4유 즉 생유(生有) · 본유(本有) · 사유(死有) · 중유(中有)의 전 과정을 명확히 기억하는 것이다. 즉, 죽음의 과정 중에 무의식의 상태로, 즉, 5위무심 중 극수면(極睡眠)의 상태로 떨어지지 않고 의식을 유지하는 경지이다. 달리 말해, 죽을 때 어디로 태어나는지 그 과정 전체를 뚜렷이 아는 경지이다. 초견부터 제3견은 숙명통의 성취도가 어떻게 다른가를 보여주는데, 제1견에서 제3견으로 갈수록 숙명통의 경지가 높은 것이다. 제4견(추론, 즉, 심사)은 다른 경론과 마찬가지로 추론에 의한 것인데, 이것을 《대비바사론》에서는 심사(尋伺)라고 하고 있다. 심사는 심(尋)과 사(伺)를 합하여 말하는 것으로, 심은 개괄적으로, 대체적으로 사유하는 마음작용이고 사(伺)는 세밀하게, 정밀하게 사유하는 마음작용이다.
《불설범망육십이견경》에서는 추론을 '염적근 주치념(念寂根住癡念)'이라 하고 있는데, 이것의 문자 그대로의 뜻은 '고요한 근을 염(念, 즉, 수행, 예를 들어, 사념처관)하지만 어리석은 생각에 머물고 있다'인데, 즉, '근(6근, 예를 들어, 안근)이 고요한 상태', 즉, '5안 중 육안(肉眼)을 제외한 나머지 천안(天眼) · 혜안(慧眼) · 법안(法眼) · 불안(佛眼)이 개발된 상태'에 도달하지 못하고 여전히 육안에 머무르고 있는 상태, 즉, 욕계산지(欲界散地)를 벗어나지 못한 상태를 말한다. 즉, 선정력이 없는 상태, 혹은, 있다고 하더라도 욕계를 벗어나지 못하는 상태, 즉, 참된 선정력(9차제정: 4선 · 4무색정 · 멸진정)을 획득하려고 수행하고 있는 상태라는 것을 말한다.

#### (1) 상론 초견
상론(常論)의 4견 가운데 초견(初見)은 정의삼매(定意三昧: 삼매의 다른 말)에 들어 20겁(二十劫)을 기억한 후 나[我]와 세간(世間)이 영원하다[常]고 주장하는 것이다.
 或有沙門．婆羅門種種方便。入定意三昧。以三昧心憶二十成劫敗劫。彼作是說。我及世間是常。此實餘虛。所以者何。我以種種方便入定意三昧。以三昧心憶二十成劫敗劫。其中眾生不增不減。常聚不散。我以此知。我及世間是常。此實餘虛。此是初見。沙門．婆羅門因此於本劫本見。計我及世間是常。於四見中。齊是不過。

 
혹 어떤 사문 바라문은 갖가지 방편으로 정의삼매(定意三昧)에 들어 삼매의 마음[三昧心]으로써 20번의 성겁(成劫)과 패겁(敗劫)을 기억하고 이렇게 말한다.

'나[我]와 세간(世間)은 항상 존재한다[常]. 이것이 진실이고 다른 것은 거짓이다. 무슨 까닭인가? 나는 갖가지 방편으로 정의삼매에 들어 삼매의 마음으로써 20번의 성겁과 패겁을 기억하고 있는데, 그 동안 중생은 늘지도 않았고 줄지도 않았으며 항상 모이고 흩어지지 않았기 때문이다. 나는 이것으로써 나와 세간은 영원하며, 이것이 진실이고 다른 것은 거짓인 줄을 안다.'

이것이 초견(初見)이다. 사문 바라문들은 이로 인해 본겁 본견(本劫本見)에 대해서 '나와 세간은 영원하다[我及世間是常]'고 헤아리는데, 이런 주장은 [상론의] 4견(四見)에서 벗어나지 못한다.
 — 《장아함경》 제14권 〈21. 범동경(梵動經)〉. 한문본 & 한글본
有人入定憶識過去二十劫事。便作是言。我入定意見過去世二十劫中成劫壞劫。其中眾生不增不減。常聚不散。故知是常。唯此為實。餘皆妄語。是為初見。— 《대승의장》 제6권 〈62견의(六十二見義)〉. 한문본

30. "There are, bhikkhus, some recluses and brahmins who are eternalists, and who on four grounds proclaim the self and the world to be eternal. And owing to what, with reference to what, do these honorable recluses and brahmins proclaim their views?

31. "In the first case, bhikkhus, some recluse or a brahmin, by means of ardor, endeavor, application, diligence, and right reflection, attains to such a degree of mental concentration that with his mind thus concentrated, [purified, clarified, unblemished, devoid of corruptions], he recollects his numerous past lives: that is, (he recollects) one birth, two, three, four, or five births; ten, twenty, thirty, forty, or fifty births; a hundred, a thousand, or a hundred thousand births; many hundreds of births, many thousands of births, many hundreds of thousands of births. (He recalls:) 'Then I had such a name, belonged to such a clan, had such an appearance; such was my food, such my experience of pleasure and pain, such my span of life. Passing away thence, I re-arose there. There too I had such a name, belonged to such a clan, had such an appearance; such was my food, such my experience of pleasure and pain, such my span of life. Passing away thence, I re-arose here.' Thus he recollects his numerous past lives in their modes and their details.

"He speaks thus: 'The self and the world are eternal, barren, steadfast as a mountain peak, standing firm like a pillar. And though these beings roam and wander (through the round of existence), pass away and re-arise, yet the self and the world remain the same just like eternity itself. What is the reason? Because I, by means of ardor, endeavor, application, diligence, and right reflection, attain to such a degree of mental concentration that with my mind thus concentrated, I recollect my numerous past lives in their modes and their details. For this reason I know this: the self and the world are eternal, barren, steadfast as a mountain peak, standing firm like a pillar. And though these beings roam and wander (through the round of existence), pass away and re-arise, yet the self and the world remain the same just like eternity itself.'

"This, bhikkhus, is the first case.— 《Brahmajāla Sutta: The All-embracing Net of Views》, Bhikkhu Bodhi의 팔리어 경전의 영역. 영문본

 佛言：「其異道人，何以在四見中？各見常說，自為世間人說有常。若有異道人，斷愛欲行禪，即如其像三昧正受，能念過去二十劫事。其人言：『我與世有常。所以者何？我知過去劫成敗時，不知當來劫成敗時。』其人便念：『知過去事，捨當來事。』是為第一見。

 
부처님께서 말씀하셨다.

“그 외도가 무엇 때문에 4견에 빠져서 유상(有常)을 보고 스스로 세간을 향하여 유상을 말하는가? 만일 어떤 외도가 애욕을 끊고 선(禪)을 수행하여 법[像]에 여여하게 삼매정수(三昧正受)8)에 들면 과거 20겁의 일을 기억할 수 있다. 그 사람은 '아(我)와 세계는 유상(有常)하다. 왜냐하면 나는 과거겁이 이루어지고 소멸되는 때는 알고, 미래겁이 이루어지고 소멸되는 때는 모른다'고 한다. 그 사람은 곧 과거의 일을 기억하고 알지만 미래의 일을 버리니, 이것이 첫 번째 견해이다.

8) 삼매(samdhi)를 의역(意譯)하여 정수(正受)라 한다. 즉, 범어와 한어(漢語)를 겹쳐 쓴 것이다.
 — 《불설범망육십이견경》. 한문본 & 한글본
前際分別見中四遍常論者。一由能憶一壞成劫。或二或三乃至八十。彼便執我世間俱常。問彼何故作是執。答彼計轉變或隱顯故。轉變論者。作如是執乳變為酪。種變為芽。薪變為灰。如是等類。若續彼而有者皆是彼所轉變。非彼法滅有此法生故。一切法自性常住。隱顯論者。作如是執。諸法自性或隱或顯。彼見此處先有如是形顯分量大地洲渚妙高山王餘山大海諸樹等壞。後於此處復有如是形顯分量大地等成。便作是念。彼於中間不可見者非性壞滅。然壞劫時彼性潛隱至成劫位彼性復顯。又七士身常無動轉互不相觸命不可害故作是念。我及所憶二俱是常。由斯便見我及世間俱是常住。— 《아비달마대비바사론》 제199권. 한문본

#### (2) 상론 제2견
상론(常論)의 4견 가운데 제2견(第二見)은 정의삼매(定意三昧)에 들어 40겁(四十劫)을 기억한 후 나[我]와 세간(世間)이 영원하다[常]고 주장하는 것이다.
 或有沙門．婆羅門種種方便。入定意三昧。以三昧心憶四十成劫敗劫。彼作是說。我及世間是常。此實餘虛。所以者何。我以種種方便。入定意三昧。以三昧心憶四十成劫敗劫。其中眾生不增不減。常聚不散。我以此知。我及世間是常。此實餘虛。此是二見。諸沙門．婆羅門因此於本劫本見。計我及世間是常。於四見中。齊是不過。

 
혹 어떤 사문 바라문은 갖가지 방편으로 정의삼매(定意三昧)에 들어 삼매의 마음[三昧心]으로써 40번의 성겁(成劫)과 패겁(敗劫)을 기억하고 이렇게 말한다.

'나[我]와 세간(世間)은 영원하다[常]. 이것이 진실이고 다른 것은 거짓이다. 무슨 까닭인가? 나는 갖가지 방편으로 정의삼매에 들어 삼매의 마음으로써 40번의 성겁과 패겁을 기억하고 있는데, 그 동안 중생들은 늘지도 않았고 줄지도 않았으며 항상 모여 있고 흩어지지 않았기 때문이다. 나는 이것으로써 나와 세간은 영원하며, 이것이 진실이고 다른 것은 거짓인 줄을 안다.'

이것이 제2견[二見]이다. 사문 바라문들은 이로 인해 본겁 본견(本劫本見)에 대해서 '나와 세간은 영원하다[我及世間是常]'고 헤아리는데, 그런 주장은 [상론의] 4견(四見)에서 벗어나지 못한다.
 — 《장아함경》 제14권 〈21. 범동경(梵動經)〉. 한문본 & 한글본
或復有人。三昧定意憶識過去四十劫事。便作是言。我入定意見過去世四十劫中成劫壞劫。其中眾生。常聚不散。故知是常。唯此為實。餘皆妄語。是為二見。— 《대승의장》 제6권 〈62견의(六十二見義)〉. 한문본

32. "In the second case, owing to what, with reference to what, are some honorable recluses and brahmins eternalists, who proclaim the self and the world to be eternal?

"Herein, bhikkhus, a certain recluse or brahmin, by means of ardor, endeavor, application, diligence, and right reflection, attains to such a degree of mental concentration that with his mind thus concentrated he recollects his numerous past lives: that is, (he recollects his past lives throughout) one aeon of world-contraction and expansion, throughout two, three, four, five, or ten aeons of world-contraction and expansion. (He recalls:) 'Then I had such a name, belonged to such a clan, had such an appearance; such was my food, such my experience of pleasure and pain, such my span of life. Passing away thence, I re-arose there. There too I had such a name, belonged to such a clan, had such an appearance; such was my food, such my experience of pleasure and pain, such my span of life. Passing away thence, I re-arose here.' Thus he recollects his numerous past lives in their modes and their details.

"He speaks thus: 'The self and the world are eternal, barren, steadfast as a mountain peak, standing firm like a pillar. And though these beings roam and wander (through the round of existence), pass away and re-arise, yet the self and the world remain the same just like eternity itself. What is the reason?"

(The remainder is exactly the same as §31 except for the extent of time recollected.)

"This, bhikkhus, is the second case.— 《Brahmajāla Sutta: The All-embracing Net of Views》, Bhikkhu Bodhi의 팔리어 경전의 영역. 영문본

 第二若有異道人，斷愛欲，即如像三昧正受，能念當來四十劫事。其人言：『我與世有常。所以者何？我不知過去劫成敗時，但知當來劫成敗時。』其人便捨過去事不知之，念當來事，是為第二見。

 
둘째는 만일 어떤 외도가 애욕을 끊고 법[像]에 여여하게 나아가면 삼매정수에 들어 미래 40겁의 일을 생각할 수 있다. 그 사람은 '아(我)와 세계는 유상하다. 왜냐하면 나는 과거겁이 이루어지고 소멸되는 때는 모르고, 다만 미래겁이 이루어지고 소멸되는 때는 안다'고 한다. 그 사람은 곧 과거의 일을 버리고 그것을 모르지만 미래의 일을 생각하니, 이것이 두 번째 견해이다.
 — 《불설범망육십이견경》. 한문본 & 한글본
二由能憶一生或二或三乃至百千生事。彼便執我世間俱常。由計轉變或隱顯故。彼若能憶外器壞成。由見此處先有如是形顯分量大地洲渚。如前乃至命不可害。若不能憶外器壞成執世間常理不待說。故作是念。我及所憶二俱是常。由斯便見我及世間俱是常住。問此與第一義有何異。答前雖憶多而於能憶諸生無間未得自在。今雖憶少而於能憶。諸生無間已得自在。— 《아비달마대비바사론》 제199권. 한문본

#### (3) 상론 제3견
상론(常論)의 4견 가운데 제3견(第三見)은 정의삼매(定意三昧)에 들어 80겁(八十劫)을 기억한 후 나[我]와 세간(世間)이 영원[常]하다고 주장하는 것이다.
 或有沙門．婆羅門以種種方便。入定意三昧。以三昧心憶八十成劫敗劫。彼作是言。我及世間是常。此實餘虛。所以者何。我以種種方便入定意三昧。以三昧心憶八十成劫敗劫。其中眾生不增不減。常聚不散。我以此知。我及世間是常。此實餘虛。此是三見。諸沙門．婆羅門因此於本劫本見。計我及世間是常。於四見中。齊是不過。

 
혹 어떤 사문 바라문은 갖가지 방편으로 정의삼매(定意三昧)에 들어 삼매의 마음[三昧心]으로써 80번의 성겁(成劫)과 패겁(敗劫)을 기억하고 이렇게 말한다.

'나[我]와 세간(世間)은 영원하다[常]. 이것이 진실이고 다른 것은 거짓이다. 무슨 까닭인가? 나는 갖가지 방편으로 정의삼매에 들어 삼매의 마음으로써 80번의 성겁과 패겁을 기억하고 있는데, 그 동안 중생들은 늘지도 않았고 줄지도 않았으며 항상 모여 있고 흩어지지 않았기 때문이다. 나는 이것으로써 나와 세간은 영원하며, 이것이 진실이고 다른 것은 거짓인 줄을 안다.'

이것이 제3견[三見]이다. 사문 바라문들은 이로 인해 본겁 본견(本劫本見)에 대해서 '나와 세간은 영원하다[我及世間是常]'고 헤아리는데, 이런 주장은 [상론의] 4견(四見)에서 벗어나지 못한다.
 — 《장아함경》 제14권 〈21. 범동경(梵動經)〉. 한문본 & 한글본
或復有人。三昧定意憶識過去八十劫事。便作是言。我以定意見過去世八十劫中成劫壞劫。其中眾生。常聚不散。故知是常。唯此為實。餘皆妄語。是為三見。— 《대승의장》 제6권 〈62견의(六十二見義)〉. 한문본

33. "In the third case, owing to what, with reference to what, are some honorable recluses and brahmins eternalists, who proclaim the self and the world to be eternal?

"Herein, bhikkhus, some recluse or brahmin, by means of ardor, endeavor, application, diligence, and right reflection, attains to such a degree of mental concentration that with his mind thus concentrated he recollects his numerous past lives: that is, (he recollects his past lives throughout) ten aeons of world-contraction and expansion, throughout twenty, thirty, or forty aeons of world-contraction and expansion... (As above)... Thus he recollects his numerous past lives in their modes and their details.

"He speaks thus: 'The self and the world are eternal, barren, steadfast as a mountain peak, standing firm like a pillar. And though these beings roam and wander (through the round of existence), pass away and re-arise, yet the self and the world remain the same just like eternity itself. What is the reason?

(As in §31 except for the extent of time.) "This, bhikkhus, is the third case.— 《Brahmajāla Sutta: The All-embracing Net of Views》, Bhikkhu Bodhi의 팔리어 경전의 영역. 영문본

 第三若異道人，斷愛欲，精進行寂，即如其像三昧定意，念過去當來八十劫事，其人便言：『我與世有常。所以者何？我知過去、當來劫成敗時。』其人便念過去、當來之智，是為第三見。

 
셋째는 만일 어떤 외도가 애욕을 끊고 정진하여 적정(寂定:선정)을 수행하여 법에 여여하게 나아가면 삼매정의(三昧定意)9)에 들어 과거와 미래 80겁의 일을 기억한다. 그 사람은 곧 '아(我)와 세계는 유상(有常)하다. 왜냐하면, 나는 과거와 미래겁이 이루어지고 소멸되는 때를 알기 때문이다'라고 한다. 그 사람은 곧 과거와 미래에 아는 것을 생각하니, 이것이 세 번째 견해이다.

9) 정의(定意)도 삼매의 의역이다.
 — 《불설범망육십이견경》. 한문본 & 한글본
三由天眼見諸有情死時生時諸蘊相續。謂見死有諸蘊無間中有現前。復見中有諸蘊無間生有現前。又見生有諸蘊無間本有現前。本有諸蘊分位相續乃至死有。譬如水流燈焰相續。由不覺知微細生滅於諸蘊中遂起常想故。便執我世間俱常。由計轉變或隱顯故。如刀於鞘蛇於其穴人於闇室入出隱顯。故作是念。我及所見二俱是常。由斯便見我及世間俱是常住。— 《아비달마대비바사론》 제199권. 한문본

#### (4) 상론 제4견
상론(常論)의 4견 가운데 제4견(第四見)은 민천합 지혜[捷疾相智]를 방편으로 사용하여 관찰하고 그 관찰 대상의 '진리성을 세밀하게 사유[審諦]'한 후 자신의 소견과 변설의 재능[辯才]으로써 나[我]와 세간(世間)이 영원[常]하다고 주장하는 것이다. 즉, 과거의 20겁, 40겁, 또는 80겁을 직접 관찰하여 그 관찰의 결과로  나와 세간이 영원하다는 결론을 내리는 것이 아니라, 추론에 의거하여 나와 세간이 영원하다는 결론을 내리는 것을 말한다.
 或有沙門．婆羅門有捷疾相智。善能觀察。以捷疾相智方便觀察。謂為審諦。以己所見。以己辯才作是說。言。我及世間是常。此是四見。沙門．婆羅門因此於本劫本見。計我及世間是常。於四見中。齊是不過。

 
혹 어떤 사문 바라문은 민첩한 지혜[捷疾相智]가 있어 잘 관찰한다. 민첩한 지혜 방편으로 관찰하여 '자세히 밝혔다[審諦]'고 여기고는 자기 소견(所見)과 자기의 말재주[辯才]로써 이렇게 말한다.

'나와 세간은 영원하다[我及世間是常].'

이것이 제4견[四見]이다. 사문 바라문들은 이로 인해 본겁 본견(本劫本見)에 대해서 '나와 세간은 영원하다'고 헤아리는데, 이런 주장은 [상론의] 4견(四見)에서 벗어나지 못한다.
 — 《장아함경》 제14권 〈21. 범동경(梵動經)〉. 한문본 & 한글본
或復有人。以捷疾智善能觀察。作是說言。我及世間皆悉是常。是為四見。— 《대승의장》 제6권 〈62견의(六十二見義)〉. 한문본

34. "In the fourth case, owing to what, with reference to what, are some honorable recluses and brahmins eternalists, who proclaim the self and the world to be eternal?

"Herein, bhikkhus, some recluse or brahmin is a rationalist, an investigator. He declares his view — hammered out by reason, deduced from his investigations, following his own flight of thought — thus: "The self and the world are eternal, barren, steadfast as a mountain peak, standing firm like a pillar. And though these beings roam and wander (through the round of existence), pass away and re-arise, yet the self and the world remain the same just like eternity itself.'

"This, bhikkhus, is the fourth case.— 《Brahmajāla Sutta: The All-embracing Net of Views》, Bhikkhu Bodhi의 팔리어 경전의 영역. 영문본

 第四若有異道人，精進寂一心，行斷惡行，即如其像三昧定意，念寂根住癡念。其人自為世間說：『有常。所以者何？我不知過去劫成敗時，亦不知當來劫成敗時。』是為第四見。

 
넷째는 만일 어떤 외도가 정진하여 적정(寂定)을 일심(一心)으로 수행하며 악행을 끊고 법에 여여하게 나아가면 삼매정의에 들어 근이 고요한 상태를 염(念, 즉, 수행)하지만 어리석은 생각에 머물러 그 사람은 스스로 세간을 향하여 '유상(有常)하다. 왜냐하면 나는 과거겁이 이루어지고 소멸되는 때를 모르고, 또한 미래겁이 이루어지고 소멸되는 때를 모른다 (하지만 '근이 고요하지 않은 상태에서', 즉, '선정력이 아니라 추론으로' 유상함을 안다)'고 하니, 이것이 네 번째 견해이다.
 — 《불설범망육십이견경》. 한문본 & 한글본, 편집자가 한글본 일부 수정함
四由尋伺不如實知。謂我世間俱是常住。彼作是念。有法常有。無法恒無無不可生有不可滅。彼執因果從無始來性唯是一無滅無起。故是前際分別見攝。彼若執色以為我者。由見顯形恒相似故便執為常。若執心等以為我者。由心等法無間生故相似生故恒時生故。不能了知細生滅故。能憶往昔所更事故。前後事業互相似故他不礙故。便執為常。彼由如是虛妄尋伺。執我世間俱是常住。
如是四種前際分別執遍常論。由劫及生死生尋伺四事而起。— 《아비달마대비바사론》 제199권. 한문본

### 역상역무상론 (4견)
역상역무상론(亦常亦無常論), 4역상역무상론(四亦常亦無常論), 일분상론(一分常論) 또는 4일분상론(四一分常論)에서 '역상역무상론'의 문자 그대로의 뜻은 '영원하기도 하고 영원하지 않기도 하다는 견해 또는 이론'이고 '일분상론'의 문자 그대로의 뜻은 '일부는 영원하다는 견해 또는 이론'으로, 나[我]와 우주[世間], 즉, 자아와 우주는 그 본질적인 면에서 볼 때, 일부는 영속하고 일부는 영속하지 않는다는 견해이다. 즉, 다수의 자아가 있는데 그 중의 어떤 자아는 높고 뛰어난 상태를 변천 없이 영원히 지속하고, 어떤 자아는 그러한 상태를 영원히 지속하지 못하고 거기에서 떨어지는 등의 변천을 반드시 겪는다는 것이다. 예를 들어, 고대 그리스 종교와 고대 로마 종교의 세계관, 즉, 그리스 신화와 로마 신화에 나타나 있는 불멸자인 신들과 필멸자인 인간들로 나누어져 있는 세계관이 역상역무상론에 속한다. 즉, 다신교적 세계관이 역상역무상론에 속한다. 또한, 예를 들어, 어떤 근원적인 존재, 즉, 신이 있고 신의 창조물인 인간들이 있다고 할 때, 그 신(자아)에 대해서는 변화 없이 영원히 지속하는 존재라고 주장하고 인간들(자아들)에 대해서는 삶과 죽음의 변천을 겪는 존재라고 주장하는 견해가 있다면, 이러한 견해가 역상역무상론에 해당한다. 즉, 일신교적 세계관도 역상역무상론에 속한다. 불교가 일신교적 세계관을 역상역무상론으로 보는 이유는 불교는 다음을 자신의 관점의 기본적인 전제로 삼고 있기 때문이다: 신이라고 하는 존재와 인간이라고 하는 존재 간의 차이는 업의 차이일 뿐 결코 본질적인 어떤 차이가 있는 것이 아니다. 이러한 전제가 모든 관점의 바탕에 있기 때문에, 불교는 브라만교(힌두교)나 정통파 기독교가 주장하는 '인간과는 다른, 즉, 인간과는 건널 수 없는 차이가 있는' 세계와 인간의 근원적인 존재로서의 브라만(불교식으로는, 굳이 들자면 '대범천'; 그러나 엄밀히 말해, 불교의 관점에서는, 이런 존재는 존재하지 않는다) 혹은 최고신을 인정하지 않는다. 물론, 브라만교(힌두교)는 우파니샤드와 아드바이타 베단타에 이르러서는 범아일여, 즉, 근원 존재인 브라만과 인간의 자아(아트만, 영혼)가 하나라고 보았는데, 이 후대의 견해는 역상역무상론에 속하지 않으며 상론(常論)에 속한다.
역상역무상론에는 역상역무상론 초견 · 제2견 · 제3견 · 제4견의 총 4가지 견해가 있다.
1. 역상역무상론 초견은 전생에 천상도의 하늘 중 하나인 범천에 있다가 인간도로 윤회한 유정이 수행을 통해 바로 그 전생만을 기억할 수 있는 제한된 선정력을 성취한 후, 그 상태에서 대범천과 자신을 기억하고서는 '대범천과 같은 어떤 자아와 우주는 높고 뛰어난 상태를 변천 없이 영원히 지속하고, 자신과 같은 어떤 자아와 우주는 높고 뛰어난 상태를 영원히 지속하지 못하고 변천한다'고 결론을 내리는 것이다.
2. 역상역무상론 제2견은 전생에 천상도의 육욕천에 속한 여러 세부 하늘 중 하나인 희망천(戲忘天)에 있다가 방일로 인해 떨어져 인간도로 윤회한 유정이 수행을 통해 바로 그 전생만을 기억할 수 있는 제한된 선정력을 성취한 후, 그 상태에서 전생의 천상도의 유정들, 즉, 신들 중 방일로 인해 떨어지지 않고 신의 상태를 계속 유지하고 있는 신들과 자신처럼 방일로 인해 인간의 상태로 떨어진 신들을 기억하고는서는 '어떤 자아와 우주는 높고 뛰어난 상태를 변천 없이 영원히 지속하고, 어떤 자아와 우주는 높고 뛰어난 상태를 영원히 지속하지 못하고 변천한다'고 결론을 내리는 것이다.
3. 역상역무상론 제2견은 전생에 천상도의 육욕천에 속한 여러 세부 하늘 중 하나인 의분천(意憤天) 있다가 분노 또는 질투와 미움으로 인해 떨어져 인간도로 윤회한 유정이 수행을 통해 바로 그 전생만을 기억할 수 있는 제한된 선정력을 성취한 후, 그 상태에서 전생의 천상도의 유정들, 즉, 신들 중 분노로 인해 떨어지지 않고 신의 상태를 계속 유지하고 있는 신들과 자신처럼 분노로 인해 인간의 상태로 떨어진 신들을 기억하고는서는 '어떤 자아와 우주는 높고 뛰어난 상태를 변천 없이 영원히 지속하고, 어떤 자아와 우주는 높고 뛰어난 상태를 영원히 지속하지 못하고 변천한다'고 결론을 내리는 것이다.
4. 역상역무상론 제4견은 경험이 아닌 추론을 통해 '어떤 자아와 우주는 높고 뛰어난 상태를 변천 없이 영원히 지속하고, 어떤 자아와 우주는 높고 뛰어난 상태를 영원히 지속하지 못하고 변천한다'고 결론을 내리는 것이다.

역상역무상론의 4가지 견해 중에서 초견부터 제3견까지는 선정을 통한 경험에 근거한 견해이고, 제4견은 추론에 근거한 견해이다. 초견부터 제3견까지는 오로지 전생만을 기억할 수 있는 제한된 선정력으로 과거를 기억하여 그 경험에 바탕하여 '어떤 자아와 우주는 변함없이 영속하고, 어떤 자아와 우주는 영속하지 못하고 변천한다'고 결론을 내리는 것이고, 제4견은 이러한 선정력도 없는 상태에서 여러 이론과 견해를 논리적으로 판단하여 동일한 결론을 내리는 것이다. 선정을 통한 경험에 바탕하여 역상역무상론과 상론(常論)을 이끌어 내는 경우를 비교해 보면, 역상역무상론을 이끌어내는 선정력은 상론을 이끌어내는 선정력에 비해 지극히 제한적인 선정력이다. 전자의 경우는 최대치로 겨우 전생만을 기억할 수 있을 뿐이고 이에 비해 후자는 최대치로 수십만 생 혹은 20겁 혹은 80겁 혹은 8만겁 혹은 모든 과거를 기억한다.
역상역무상론(亦常亦無常論)은 붓다가 대답하기를 거부하고 침묵한 14무기 가운데 시간과 관련된 질문에 대해, '우주는 시간적으로 영원하기도 하고 영원하지 않기도 하다[世間有常無常]'는 입장을 가진 외도들의 견해에 해당한다. 즉, 당시 불교계에서는 이들이 '이러한 견해를 가지게 된 근거'에 따라 그 유형을 구분하여 이 견해 또는 근거가 크게 4가지 부류로 나누어진다고 보았던 것이다. 그리고 역상역무상론은 자아가 죽음을 통해 영원히 소멸되는 것이 아니라, 어떤 존재는 그의 자아가 항구 불변하여 시간적으로 영원하고 어떤 존재는 천상계와 인간계 등 태어나는 곳을 달리하며 변천하고 윤회한다는 견해를 가지는 것이므로, 단견(斷見) · 상견(常見)의 변집견 중 상견에 속한다.
역상역무상론은 상무상론(常無常論) 또는 반상반무상론(半常半無常論)이라고도 한다. 《유가사지론》 제87권에서는 역상역무상론을  일분상견론(一分常見論)이라 부르고 있다.
그런데, 모든 경론에서의 역상역무상론 4견에 대한 설명이 위의〈범동경〉과 동일하지는 않다. 《대승의장》과 《브라흐마잘라 숫따》는 〈범동경〉과 동일하나, 《불설범망육십이경》과 《대비바사론》의 경우 제4견이 추론에 의한 것이 아니라 숙명통으로 전생을 기억하는 경험에 의한 것이다. 따라서, 선정력을 통한 경험 즉 숙명통에 의한 것인지 혹은 추론에 의한 것이지, 선정력을 통한 경험이라면 기억하게 된 직전의 전생이 어디에서의 삶이었는지에 따라 다음의 표와 같은 차이가 있다.
|                    | 범동경           | 대승의장         | 브라흐마잘라 숫따 | 불설범망육십이견경 | 대비바사론       |
| ------------------ | ---------------- | ---------------- | ----------------- | ------------------ | ---------------- |
| 역상역무상론 초견  | 범천, 즉, 초선천 | 범천, 즉, 초선천 | 범천, 즉, 초선천  | 범천, 즉, 초선천   | 범천, 즉, 초선천 |
| 역상역무상론 제2견 | 희망천(戲忘天)   | 희망천(戲忘天)   | 희망천(戲忘天)    | 범천, 즉, 초선천   | 범천, 즉, 초선천 |
| 역상역무상론 제3견 | 의분천(意憤天)   | 의분천(意憤天)   | 의분천(意憤天)    | 희망천(戲忘天)     | 희망천(戲忘天)   |
| 역상역무상론 제4견 | 추론             | 추론             | 추론              | 의분천(意憤天)     | 의분천(意憤天)   |

#### (5) 역상역무상론 초견
역상역무상론(亦常亦無常論)의 4견 가운데 초견(初見)은 정의삼매(定意三昧)에 들어 자신의 전생을 기억한 후 대범천왕(大梵天王: 브라흐마)과 같은 유정은 영원하지만[常] 자신과 같은 유정들은 영원하지 않다[無常]고 주장하는 것이다. 예를 들어 겁초(劫初)에 광음천(光音天)에 태어난 유정들이 그곳에서의 목숨이 다했을 때 대범천왕의 원을 따라 대범천(大梵天: 색계 초선천의 제3천)에 태어난 후 이 유정들이 다시 목숨이 다해 이 세상에 태어나서는, 정의삼매(定意三昧)에 들어 자신의 전생을 기억한 후, 대범천에서 세계를 다스리고 있는 대범천왕은 영원하지만 자신들은 영원하지 않다고 주장하는 것이 이 견해에 속한다. 간단히 말하면, 신과 같은 초월적인 존재는 영원하지만 인간은 영원하지 않다는 견해이다.
 或有是時。此劫始成。有餘眾生福盡．命盡．行盡。從光音天命終。生空梵天中。便於彼處生愛著心。復願餘眾生共生此處。此眾生既生愛著願已。復有餘眾生命．行．福盡。於光音天命終。來生空梵天中。其先生眾生便作是念。我於此處是梵．大梵。我自然有。無能造我者。我盡知諸義典。千世界於中自在。最為尊貴。能為變化。微妙第一。為眾生父。我獨先有。餘眾生後來。後來眾生。我所化成。其後眾生復作是念。彼是大梵。彼能自造。無造彼者。盡知諸義典。千世界於中自在。最為尊貴。能為變化。微妙第一。為眾生父。彼獨先有。後有我等。我等眾生。彼所化成。彼梵眾生命．行盡已。來生世間。年漸長大。剃除鬚髮。服三法衣。出家修道。入定意三昧。隨三昧心自識本生。便作是言。彼大梵者能自造作。無造彼者。盡知諸義典。千世界於中自在。最為尊貴。能為變化。微妙第一。為眾生父。常住不變。而彼梵化造我等。我等無常變易。不得久住。是故當知。我及世間半常半無常。此實餘虛。是謂初見。沙門．婆羅門因此於本劫本見起論。半常半無常。於四見中。齊是不過。

 
혹은 이런 때도 있었다. 이 겁(劫)이 처음으로 시작되던 때에 어떤 중생이 복(福)이 다하고 목숨[命]이 다하고 행(行)이 다해 광음천(光音天)에서 목숨이 끝나 허공의 범천[空梵天]에 태어났다. 그는 곧 그곳에서 애착심을 내어 다른 중생도 함께 그곳에 태어났으면 하고 원했다. 이 중생이 애착의 원을 일으킨 뒤에 다시 다른 중생이 목숨과 행과 복이 다해 광음천(光音天)에서 목숨을 마치고 범천(梵天)에 태어났다. 그러자 먼저 범천에 태어난 중생은 곧 이렇게 생각했다.

'나는 이곳의 범(梵)이요, 대범(大梵)이다. 나는 저절로 있게 되었으며[我自然有] 아무도 나를 만든 자는 없다[無能造我者]. 나는 모든 뜻을 알고 1천 세계[千世界]를 맡아 그 가운데서 자재(自在)하며 가장 존귀(尊貴)하고 잘 변화(變化)하며 미묘(微妙)하기 제일이다. 나는 중생의 아버지로서 나 혼자 먼저 있었고 다른 중생은 뒤에 왔으니, 뒤에 온 중생은 다 내가 조화로 만든 것이다[我所化成].'

그 뒤에 온 중생들도 또 이렇게 생각했다.

'저 분은 대범이다. 저 분은 스스로 생겨난 자이며 저 분을 만든 자는 아무도 없다. 그는 모든 뜻을 알고 1천 세계를 맡아 그 가운데서 자재하며 가장 존귀하고 잘 변화하며 미묘하기 제일이다. 중생의 아버지로서 저 분 혼자 먼저 있었고 그 뒤에 우리가 있게 되었다. 우리들 중생은 저 분이 조화로 만든 것이다.'

저 범천의 중생들은 목숨과 행이 다해 '이 세상[世間]'에 와서 태어났다. 그들은 점차 자라나서는 수염과 머리를 깎고 세 가지 법의[三法衣]를 입고 집을 떠나 도를 닦았다. 그들은 정의삼매(定意三昧)에 들어 삼매의 마음[三昧心]을 따라 자기 자신의 본생(本生: 전생, 전생의 삶의 모습, 전생의 보살행)을 기억하고는 이렇게 말했다.

'저 대범천은 스스로 생겨난 자이며 저 분을 만든 자는 없다. 모든 뜻을 다 알고 1천 세계를 맡아 그 가운데서 자재하며 가장 존귀하고 잘 변화하며 미묘하기 제일이다. 저 분은 중생의 아버지로서 항상 존재하며 변하지 않는다. 그러나 우리는 저 범천이 조화로 만들었으므로 무상하여 변하고 바뀌며 오래 머무르지 못한다. 그러므로 마땅히 나와 세간은 반은 영원하고 반은 무상하며[半常半無常] 이것이 진실이고 다른 것은 거짓인 줄을 안다.'

이것이 [역상역무상론의] 초견(初見)이다. 사문 바라문들은 이로 인해 본겁 본견에 대해서 '반은 영원하고 반은 무상하다[半常半無常]'고 주장하는데, 이런 주장은 [역상역무상론의] 4견(四見)에서 벗어나지 못한다.
 — 《장아함경》 제14권 〈21. 범동경(梵動經)〉. 한문본 & 한글본
如此世界劫初成時。大梵已還空無眾生。彼光音天有一天子。光音天中福命將盡。生於初禪大梵天中。彼天生已。便於是處生愛著心。作是念言。願餘眾生。共我生此。時光音天有諸天子。福命將盡。生此天中。彼先生者。便作是念。我於此處。最尊最貴。為眾生父。自然而有。無造我者。我福是常。餘皆我作。我所化生。皆是無常。後生諸梵。亦生是心。是諸梵中。有命終者。來生人間。後修定意。憶識往事。便作是言。彼大梵王自然而有。無造作者。一向是常。後生諸梵。為他造作一向無常。是故世間亦常無常。此實餘虛。是為初見。— 《대승의장》 제6권 〈62견의(六十二見義)〉. 한문본

39. "There comes a time, bhikkhus, when after the lapse of a long period this world contracts (disintegrates). While the world is contracting, beings for the most part are reborn in the Ābhassara Brahma-world. There they dwell, mind-made, feeding on rapture, self-luminous, moving through the air, abiding in glory. And they continue thus for a long, long period of time.

40. "But sooner or later, bhikkhus, after the lapse of a long period, there comes a time when this world begins to expand once again. While the world is expanding, an empty palace of Brahmā appears. Then a certain being, due to the exhaustion of his life-span or the exhaustion of his merit, passes away from the Ābhassara plane and re-arises in the empty palace of Brahmā. There he dwells, mind made, feeding on rapture, self-luminous, moving through the air, abiding in glory. And he continues thus for a long, long period of time.

41. "Then, as a result of dwelling there all alone for so long a time, there arises in him dissatisfaction and agitation, (and he yearns): 'Oh, that other beings might come to this place!' Just at that moment, due to the exhaustion of their life-span or the exhaustion of their merit, certain other beings pass away from the Ābhassara plane and re-arise in the palace of Brahmā, in companionship with him. There they dwell, mind-made, feeding on rapture, self-luminous, moving through the air, abiding in glory. And they continue thus for a long, long period of time.

42. "Thereupon the being who re-arose there first thinks to himself: 'I am Brahmā, the Great Brahmā, the Vanquisher, the Unvanquished, the Universal Seer, the Wielder of Power, the Lord, the Maker and Creator, the Supreme Being, the Ordainer, the Almighty, the Father of all that are and are to be. And these beings have been created by me. What is the reason? Because first I made the wish: "Oh, that other beings might come to this place!" And after I made this resolution, now these beings have come.'

"And the beings who re-arose there after him also think: 'This must be Brahmā, the Great Brahmā, the Vanquisher, the Unvanquished, the Universal Seer, the Wielder of Power, the Lord, the Maker and Creator, the Supreme Being, the Ordainer, the Almighty, the Father of all that are and are to be. And we have been created by him. What is the reason? Because we see that he was here first, and we appeared here after him.'

43. "Herein, bhikkhus, the being who re-arose there first possesses longer life, greater beauty, and greater authority than the beings who re-arose there after him.

44. "Now, bhikkhus, this comes to pass, that a certain being, after passing away from that plane, takes rebirth in this world. Having come to this world, he goes forth from home to homelessness. When he has gone forth, by means of ardor, endeavor, application, diligence, and right reflection, he attains to such a degree of mental concentration that with his mind thus concentrated he recollects his immediately preceding life, but none previous to that. He speaks thus: 'We were created by him, by Brahmā, the Great Brahmā, the Vanquisher, the Unvanquished, the Universal Seer, the Wielder of Power, the Lord, the Maker and Creator, the Supreme Being, the Ordainer, the Almighty, the Father of all that are and are to be. He is permanent, stable, eternal, not subject to change, and he will remain the same just like eternity itself. But we, who have been created by him and have come to this world, are impermanent, unstable, short-lived, doomed to perish.'

"This, bhikkhus, is the first case.— 《Brahmajāla Sutta: The All-embracing Net of Views》, Bhikkhu Bodhi의 팔리어 경전의 영역. 영문본

 其異道人何？謂說常見常，為世間人說常。其劫壞敗時，下人民便上生第十二阿衛貨羅天上。劫壞敗時，其天福德薄，命盡展轉來下。有梵天在上虛空中生，便於彼為大尊，梵自謂：『我皆作諸事，於其上尊，為一切作父，解義千人之上。』其梵天自念言：『當於何所得人來生此？』適發意頃，餘下人即解生其上。爾時其梵天，因發見言：『我皆化作是諸人。』其人民亦自生見言：『梵天皆化作我曹。所以者何？梵天先生，我曹後生，是故化我曹。』其先生梵天，最端正好潔，威神巍巍。其餘諸天，隨法福德薄，命盡皆稍稍下生人間，行精進，離愛欲，行一心，即如其像三昧定意，念昔所生處。其人言：『上先所生梵天得常在，終不轉移亦不死。常在尊上梵天，化作我曹，非常轉移死。』是謂為說常非是，是為第一見。

 
무엇을 그 외도가 유상을 말하고 유상을 보고 세간 사람들에게 유상을 말한다고 하는가? 한 겁이 소멸할 때에는 하늘 아래에 있던 사람들이 곧 제12 아위화라천(阿衛貨羅天)에 올라 태어나고, 한 겁이 무너질 때에 그 천상 세계의 복덕이 줄어들어 목숨이 다하면 차츰차츰 내려와 범천(梵天)이라는 빈 허공에 태어난다. 곧 그곳에서 가장 존귀한 범천이라고 여기고, 스스로 '내가 모든 일을 만들고 이곳에서 가장 높고 모든 것을 만든 아비이며, 이치를 아는 것도 모든 천인 중에 가장 훌륭하다'라고 한다. 그 범천이 스스로 '마땅히 어느 곳에서 사람들을 오게 하여 이곳에 태어나게 할까?'라고 생각하였다.

마침 이런 뜻을 내는 사이에 하늘 아래 있던 사람들이 곧 알고 그 천상에 태어났다. 그 때 범천은 이것으로 인하여 소견을 내어 말하였다.

'내가 이 모든 사람들을 화작(化作)하였다.'

그 사람들도 역시 스스로 소견을 내어 말하였다.

'범천이 우리들을 모두 화작하였다. 왜냐하면, 범천이 먼저 태어났고 우리들이 나중에 태어났기 때문이다. 그러므로 우리들을 화작하였다.'

그 먼저 태어난 범천이 가장 단정하고 아름답고 정결하며, 위엄과 신령스러움이 높고 당당하다. 그 밖의 모든 천인(天人)들은 법에 따라 복덕이 엷어져 목숨이 다하면 차츰차츰 내려와 인간 세상에 태어나 정진을 행하고 애욕을 멀리하고 일심(一心)으로 수행하면 곧 법(法)에 여여하게 삼매정의(三昧定意)에 들어 옛날에 태어났던 곳을 기억하고 그 사람이 말한다.

'천상 세계에 가장 먼저 태어난 범천은 항상 존재하며 영원히 옮기거나 변동이 없다. 또한 죽지도 않으며 항상 존귀한 천상 세계인 범천에 존재하며 우리들을 화작(化作)하고, 항상 변하지도 죽지도 않는다.'

이것을 유상(有常)을 말하는 것이라고 하며, 이것은 옳지 않다. 이것이 첫 번째의 견해이다.
 — 《불설범망육십이견경》. 한문본 & 한글본
四一分常論者。一從梵世歿來生此間。由得宿住隨念通故作如是執。我等皆是大梵天王之所化作。梵王能化在彼常住。我等所化故是無常。— 《아비달마대비바사론》 제199권. 한문본

#### (6) 역상역무상론 제2견
역상역무상론(亦常亦無常論)의 4견 가운데 제2견(第二見)은 천상도의 하늘에 있는 동안 웃고 즐기면서 방일하여서 그 하늘로부터 퇴전하여 인간도에 태어난 유정이 다시 출가 수행하여  정의삼매(定意三昧)에 들어 자신의 전생을 기억한 후 퇴전하지 않은 유정들을 보고, 이들과 같은 유정들은 영원하지만[常] 자신과 같은 유정들은 영원하지 않다[無常]고 주장하는 것이다.
 或有眾生喜戲笑懈怠。數數戲笑以自娛樂。彼戲笑娛樂時。身體疲極便失意。以失意便命終。來生世間。年漸長大。剃除鬚髮。服三法衣。出家修道。彼入定意三昧。以三昧心自識本生。便作是言。彼餘眾生不數生。不數戲笑娛樂。常在彼處。永住不變。由我數戲笑故。致此無常。為變易法。是故我知。我及世間半常半無常。此實餘虛。是為第二見。沙門．婆羅門因此於本劫本見起論。我及世間半常半無常。於四見中。齊此不過。

 
혹 어떤 중생은 쓸데 없는 우스갯소리[喜戲笑]와 게으름[懈怠]을 좋아하고 자주 우스갯소리를 하며 스스로 즐겼다. 그는 우스갯소리를 하며 즐기다가 몸이 매우 피로해[身體疲極] 곧 의식을 잃었고[失意] 의식을 잃음으로써 곧 목숨을 마치고[命終] 이 세상[世間]에 태어났다. 그는 점점 자라서는 수염과 머리를 깎고 세 가지 법의[三法衣]를 입고 집을 나가 도를 닦았다. 그는 정의삼매(定意三昧)에 들어 삼매의 마음[三昧心]으로써 자기 자신의 본생(本生)을 기억하고는 이렇게 말했다.

'저 곳에 있는 다른 중생들은 자주 태어나지 않고 자주 우스갯소리를 하며 즐기지 않았기 때문에 항상 그곳에 있고 영원히 머물며 변화하지 않는다. 그러나 나는 자주 우스갯소리를 한 까닭에 이 무상한 곳에 태어나 변하고 바뀌는 몸[變易法]이 되었다. 그러므로 나는 나와 세간은 반은 영원하고 반은 무상하며[半常半無常], 이것이 진실이고 다른 것은 거짓인 줄을 안다.'

이것이 [역상역무상론의] 제2견이다. 사문 바라문들은 이로 인해 본겁 본견에 대해서 '나와 세간은 반은 영원하고 반은 무상하다[半常半無常]'고 주장하는데, 이것은 [역상역무상론의] 4견(四見)에서 벗어나지 못한다.
 — 《장아함경》 제14권 〈21. 범동경(梵動經)〉. 한문본 & 한글본
第二見者。如向後生諸梵之中。或有戲咲放逸懈怠。以戲咲故身體疲極。便失定意。以失意故。命終下生。後修定意。憶識往事。便作是言。彼不戲者。常住彼天。永無遷變。彼是其常。我等戲故。致此無常。是故定知。我及世間亦常無常。是為二見。— 《대승의장》 제6권 〈62견의(六十二見義)〉. 한문본

45. "In the second case, owing to what, with reference to what, are some honorable recluses and brahmins eternalists in regard to some things and non-eternalists in regard to other things, proclaiming the self and the world to be partly eternal and partly non-eternal?

"There are, bhikkhus, certain gods called 'corrupted by play.'

These gods spend an excessive time indulging in the delights of laughter and play. As a consequence they become forgetful and, when they become forgetful, they pass away from that plane.

46. "Now, bhikkhus, this comes to pass, that a certain being, after passing away from that plane, takes rebirth in this world. Having come to this world, he goes forth from home to homelessness. When he has gone forth, by means of ardor, endeavor, application, diligence, and right reflection, he attains to such a degree of mental concentration that with his mind thus concentrated he recollects his immediately preceding life, but none previous to that. He speaks thus: 'Those honorable gods who are not corrupted by play do not spend an excessive time indulging in the delights of laughter and play. As a consequence they do not become forgetful, and because they do not become forgetful they do not pass away from that plane. Those gods are permanent, stable, eternal, not subject to change, and they will remain the same just like eternity itself. But we were gods corrupted by play. We spent an excessive time indulging in the delights of laughter and play, and as a consequence we became forgetful. When we became forgetful we passed away from that plane. Coming to this world, now we are impermanent, unstable, short-lived, doomed to perish.'

"This bhikkhus, is the second case.— 《Brahmajāla Sutta: The All-embracing Net of Views》, Bhikkhu Bodhi의 팔리어 경전의 영역. 영문본

 第二若有異道人，彼有梵天，發見如是言：『其有色法痛痒思想行識，是法為常，亦不轉移不死，其有地種、水種、火種、風種、空種，此非常不堅固。』其梵天人，祿相福德薄者，終亡來下生人間。其人精進，離愛欲，一心，即如其像三昧定意，念昔梵天。是其人言：『彼色法痛痒思想行識，其法常堅固，此人間地種、水種、火種、風種、空種，是法非常，無堅固有終亡。』是為第二見。

 
"둘째는 어떤 외도가 그가 범천에 있던 것으로 인하여 소견을 내어 다음과 같이 말한다.

'그에게는 색법(色法)ㆍ통양(痛痒:受)ㆍ사상(思想:想)ㆍ행(行)ㆍ식(識)이 있는데, 이러한 법(法)들 또한 유상하고, 변동하거나 죽지 않는다. 나에게는 지종(地種:地大)ㆍ수종(水種)ㆍ화종(火種)ㆍ풍종(風種)ㆍ공종(空種)이 있는데, 이것은 무상(無常)하고 견고하지도 않다.'

그 범천에 있던 사람 중에 복록과 복덕이 엷은 이는 마침내 죽어 인간 세상으로 내려와 태어나는데, 그 사람이 정진하고 애욕을 멀리하고 일심으로 수행하면 곧 법에 여여하게 삼매정의에 들어 옛날의 범천을 기억하고 그 사람이 말한다.

'저 범천의 색법ㆍ통양ㆍ사상ㆍ행ㆍ식의 법은 유상하고 견고하지만 이 인간 세상의 지종ㆍ수종ㆍ화종ㆍ풍종ㆍ공종의 이러한 법은 무상하고 견고하지 않아 마침내 없어진다.'

이것이 두 번째 견해이다.
 — 《불설범망육십이견경》. 한문본 & 한글본
二聞梵王有如是見立如是論。大種無常。心是常住。或翻此說心是無常大種常住同彼忍者或住梵世或生此間。或展轉聞如是道理便作是執。我以大梵天王為量。是故世間一分常住一分無常。— 《아비달마대비바사론》 제199권. 한문본

#### (7) 역상역무상론 제3견
함
역상역무상론(亦常亦無常論)의 4견 가운데 제3견(第三見)은 천상도의 하늘에 있는 동안 욕염(欲染: 번뇌, 또는 욕계의 번뇌)을 일으켜, 보다 구체적으로는, 질투와 진(瞋, 미워함, 성냄)의 번뇌를 일으켜 이로 인해 선정력을 잃고 그 하늘로부터 퇴전하여 인간도에 태어난 유정이 다시 출가 수행하여  정의삼매(定意三昧)에 들어 자신의 전생을 기억한 후 퇴전하지 않은 유정들을 보고, 이들과 같은 유정들은 영원하지만[常] 자신과 같은 유정들은 영원하지 않다[無常]고 주장하는 것이다.
 「或有眾生展轉相看已，便失意，由此命終，來生世間，漸漸長大，剃除鬚髮，服三法衣，出家修道，入定意三昧，以三昧心識本所生，便作是言：『如彼眾生以不展轉相看，不失意故，常住不變；我等於彼數相看，數相看已便失意，致此無常，為變易法，我以此知：我及世間半常半無常，此實餘虛。』是第三見。諸沙門、婆羅門因此於本劫本見起論：我及世間半常半無常。於四見中，齊此不過。

 
혹 어떤 중생은 이리저리 서로 쳐다보다가 곧 뜻을 잃고는 그것으로 말미암아 목숨을 마치고 이 세상에 태어났다. 그는 점점 자라나서는 수염과 머리를 깎고 세 가지 법의를 입고 집을 나와 도를 닦아 정의삼매에 들어갔다. 그는 삼매의 마음으로써 본래 태어났던 곳[本所生]을 기억하고는 곧 이렇게 말했다.

'저 중생들은 이리저리 서로 쳐다보지 않았으므로 뜻을 잃지 않았다. 그러므로 항상 머물러 변하지 않는다. 그러나 우리들은 그 곳에서 자주 서로 보았고 자주 서로 보고는 곧 뜻을 잃었기에 이 무상한 곳에 태어나 변하고 바뀌는 몸이 되었다. 나는 이것으로써 나와 세간은 반은 영원하고 반은 무상하며, 이것은 진실이고, 다른 것은 거짓인 줄을 안다.'

이것이 제3견이다. 여러 사문 바라문들은 이로 인해 본겁 본견에 대해서 '나와 세간은 반은 영원하고 반은 무상하다'고 주장하는데 이런 주장은 4견에서 벗어나지 못한다
 — 《장아함경》 제14권 〈21. 범동경(梵動經)〉. 한문본 & 한글본
第三見者。如向後生諸梵眾中。或著相者。生欲染心。便失定意。以失意故。命終下生。後修定意。憶識往事。便作是念。彼梵眾中。不相著者。常住彼天。我等相著。致此無常。流轉生死。是故定知。我及世間。亦常無常。是為三見。— 《대승의장》 제6권 〈62견의(六十二見義)〉. 한문본

47. "In the third case, owing to what, with reference to what, are some honorable recluses and brahmins eternalists in regard to some things and non-eternalists in regard to other things, proclaiming the self and the world to be partly eternal and partly non-eternal?

"There are, bhikkhus, certain gods called 'corrupted by mind.' These gods contemplate one another with excessive envy. As a consequence their minds becomes corrupted by anger towards one another. When their minds are corrupted by anger, their bodies and minds become exhausted and consequently, they pass away from that plane.

48. "Now, bhikkhus, this comes to pass, that a certain being, after passing away from that plane, takes rebirth in this world. Having come to this world, he goes forth from home to homelessness. When he has gone forth, by means of ardor, endeavor, application, diligence, and right reflection, he attains to such a degree of mental concentration that with his mind thus concentrated he recollects his immediately preceding life, but none previous to that. He speaks thus: 'Those honorable gods who are not corrupted by mind do not contemplate each other with excessive envy. As a result, their minds do not become corrupted by anger towards one another, their bodies and minds do not become exhausted, and they do not pass away from that plane. Those gods are permanent, stable, not subject to change, and they will remain the same just like eternity itself. But we were gods corrupted by mind. We contemplated each other with excessive envy and as a result our minds became corrupted by anger towards one another. When our minds were corrupted by anger, our bodies and minds became exhausted and consequently, we passed away from that plane. Coming to this world, now we are impermanent, unstable, short-lived, doomed to perish.'

"This, bhikkhus, is the third case.— 《Brahmajāla Sutta: The All-embracing Net of Views》, Bhikkhu Bodhi의 팔리어 경전의 영역. 영문본

 第三若有異道人，所說何？謂有天名幾陀波屠，在其上相娛樂，快樂以後，常不復念身病著牀，其人法祿相福德薄，終亡下生人間，其人行精進，離愛欲，一心，即如其像三昧定意，念昔所生處，其人便言：『彼天人相娛樂快樂者，得常在，不動轉終亡。此人間相娛樂，非常無堅固，有終亡。彼天有常，此人間無常。』是為第三見。

 
셋째, 어떤 외도가 말하는 것이 무엇인가? 이름이 기타파도(幾陀波屠, 즉, 戲忘天)인 천상 세계에서는 그곳에 있으면 서로 즐기고 쾌락한다. 그 후에도 언제나 몸에 병이 들어 병상에 눕는 것을 다시는 생각하지 않는다. 그 사람이 복록과 복덕이 엷어지면 마침내 죽어서 인간 세상에 내려와 태어나 그 사람이 정진을 행하고 애욕을 멀리하고 일심으로 수행하면 곧 법에 여여하게 삼매정의에 들어 옛날 태어났던 곳을 기억하여 그 사람이 곧 말한다.

'그 천상 세계의 천인들의 즐거움과 쾌락은 항상 존재하여 변동하거나 마침내 없어지지 않지만 이 인간 세상의 즐거움은 무상하고 견고하지도 않아 마침내 없어진다. 저 천상 세계는 유상하지만 이 인간 세상은 무상하다.'

이것이 세 번째 견해이다.
 — 《불설범망육십이견경》. 한문본 & 한글본
三有先從戲忘天歿來生此間。由得宿住隨念通故便作是執。彼天諸有不極遊戲忘失念者在彼常住。我等先由極戲忘念從彼處歿故是無常。— 《아비달마대비바사론》 제199권. 한문본

#### (8) 역상역무상론 제4견
역상역무상론(亦常亦無常論)의 4견 가운데 제4견(第四見)은 민첩한 지혜[捷疾相智]를 방편으로 사용하여 추론한 후 자신의 민첩한 지혜와 변설로써 '나와 세간은 일부는 영원하고 일부는 영원하지 않다'고 주장하는 것이다.
 或有沙門、婆羅門有捷疾相智，善能觀察，彼以捷疾觀察相智，以己智辯言：『我及世間半常半無常，此實餘虛。』是為第四見。諸沙門、婆羅門因此於本劫本見起論：我及世間半常半無常，於四見中，齊是不過。諸沙門、婆羅門於本劫本見起論，我及世間半常半無常，盡入四見中，齊是不過。

 
혹 어떤 사문 바라문은 민첩한 지혜(智慧)가 있어 능히 잘 관찰한다. 그는 민첩하게 관찰하는 지혜로써 관찰하고 자기의 지혜와 말재주로써 말한다.

'나와 세간은 반은 영원하고 반은 무상하다. 이것은 진실이고 다른 것은 거짓이다.'

이것이 제 4견이다. 모든 사문 바라문들은 이로 인해 본겁 본견에 대해서 '나와 세간은 반은 영원하고 반은 무상하다'고 주장하는데 이것은 4견에서 벗어나지 못한다.

여러 사문 바라문들은 본겁 본견에 대해서 '나와 세간은 반은 영원하고 반은 무상하다'고 주장하는데, 이런 주장들은 다 4견에 들어가 벗어나지 못한다고 하는 것이다.
 — 《장아함경》 제14권 〈21. 범동경(梵動經)〉. 한문본 & 한글본
第四見者。或有眾生。以捷疾智分別思量。我及世間亦常無常。此實餘虛。是為四見(此二門竟)。— 《대승의장》 제6권 〈62견의(六十二見義)〉. 한문본

49. "In the fourth case, owing to what, with reference to what, are some honorable recluses and brahmins eternalists in regard to some things and non-eternalists in regard to other things, proclaiming the self and the world to be partly eternal and partly non-eternal?

"Herein, bhikkhus, recluse or a certain brahmin is a rationalist, an investigator. He declares his view — hammered out by reason, deduced from his investigations, following his own flight of thought — thus: 'That which is called "the eye," "the ear," "the nose," "the tongue," and "the body" — that self is impermanent, unstable, non-eternal, subject to change. But that which is called "mind" (citta) or "mentality" (mano) or "consciousness" (viññāṇa) — that self is permanent, stable, eternal, not subject to change, and it will remain the same just like eternity itself.'

"This, bhikkhus, is the fourth case.— 《Brahmajāla Sutta: The All-embracing Net of Views》, Bhikkhu Bodhi의 팔리어 경전의 영역. 영문본

 第四若有異道人所說，有天名散提，彼居上共止頓，平相向，生瞋恚離本座，其天人祿相福薄者，終亡下生人間。其人行精進，離愛欲，一心，即如其像三昧定意，念昔所生天上，其人言：『彼諸天共止相娛樂者，得常在堅固不終亡。我生人間者，非常無堅固，有終亡。彼天有常，我人間無常。』是為第四見。

 
넷째, 어떤 외도가 말하는 것은 이름이 산제(散提, 즉, 意憤天)인 하늘이 있는데, 그 천상 세계에는 함께 머물다가 갑자기10) 서로 성을 내어 본래의 자리를 벗어나기도 한다. 그 천상 세계의 천인 중에 복록과 복덕이 엷은 이는 마침내 죽어 인간 세상에 내려와 태어난다. 그 사람이 정진을 행하고 애욕을 멀리하고 일심으로 수행하면 곧 법에 여여하게 삼매정의에 들어 옛날에 태어났던 천상 세계를 기억하고, 그 사람이 말한다.

'저 모든 천인들이 함께 머물면서 서로 즐기는 것은 항상 존재하고 견고하여 영원히 없어지지 않지만, 내가 살고 있는 인간 세상은 무상하고 견고하지도 않아 마침내 없어지니, 저 천상 세계는 유상하고 우리 인간 세상은 무상하다.'

이것이 네 번째 견해이다.”

10) 고려본에는 평(平)으로 되어 있으나 원본ㆍ명본의 졸(卒)을 따랐다.
 — 《불설범망육십이견경》. 한문본 & 한글본
四有先從意憤天歿來生此間。由得宿住隨念通故便作是執。彼天諸有不極意憤角眼相視在彼常住。我等先由意極相憤角眼相視從彼處歿故是無常。問如是諸天住在何處。有說。彼住妙高層級。有說。彼是三十三天。
如是四種前際分別一分常論。由執大梵大種或心戲忘憤恚四事而起。— 《아비달마대비바사론》 제199권. 한문본

### 변무변론 (4견)
변무변론(邊無邊論) 또는 유변등론(有邊等論)에서 '변무변론'의 문자 그대로의 뜻은 '끝이 있음과 끝이 없음의 견해 또는 이론'이고 '유변등론'의 문자 그대로의 뜻은 '끝이 있음 등의 견해 또는 이론'으로, 세간, 즉, 우주는 유한한가 무한한가에 대한 견해이다. 또는 자아와 우주가 유한한가 무한한가에 대한 견해이다. 〈범동경〉 《대승의장》《불설범망육십이견경》 《대비바사론》에서는 모두 변무변론이 자아와 우주 둘 다의 유한성과 무한성에 대한 견해인 것으로 나타나 있는데 비해, 《브라흐마잘라 숫따》에서는 변무변론이 오로지 우주의 유한성과 무한성에 대한 견해인 것으로 나타나 있다. 즉, 자아의 유한성과 무한성에 대한 언급이 없다.
〈범동경〉등에 따르면, 변무변론에는 변무변론 초견 · 제2견 · 제3견 · 제4견의 총 4가지 견해가 있다.
1. 변무변론 초견은 선정력을 통해 나와 우주가 유한한 것으로 경험하고 그 경험에 바탕하여 자아와 우주가 유한하다고 결론을 내리는 것이다. 《대비바사론》 제199권에 따르면, 초견에서 말하는 선정력은, 5안 중 천안(天眼)으로 아래로는 무간지옥까지 위로는 초선천까지를 보고, 또한  자아가 이 영역에 편만해 있는 것을 보는 경지이다. 그리고 이 경험은 선정을 통해 과거의 성 · 주 · 괴 · 공의 4겁 중 성겁(成劫) 때의 일을 기억한 것이다.
2. 변무변론 제2견은 선정력을 통해 나와 우주가 무한한 것으로 경험하고 그 경험에 바탕하여 자아와 우주가 무한하다고 결론을 내리는 것이다. 《대비바사론》 제199권에 따르면, 제2견에서 말하는 선정력은, 초견보다 더 뛰어난 정천안(淨天眼), 즉, 보다 청정한 천안(天眼)으로 우주가 횡적으로 무한하고 또한  자아가 이 영역에 편만해 있는 것을 보는 경지이다.  그리고 이 경험도 선정을 통해 과거의 성겁(成劫) 때의 일을 기억한 것이다.
3. 변무변론 제3견은 선정력을 통해 나와 우주의 일부는 유한한 것으로, 일부는 무한한 것으로 경험하고 그 경험에 바탕하여 자아와 우주가 일부는 유한하고 일부는 무한하다고 결론을 내리는 것이다. 《대비바사론》 제199권에 따르면, 제3견에서 말하는 선정력은, 천안(天眼)으로 우주를 종적으로 보아 아래로는 무간지옥까지 위로는 초선천까지를 보고 또한  자아가 이 영역에 편만해 있는 것을 보고, 또한 신족통(神足通)으로 우주를 횡적으로 여행하여 그 끝이 없음을 보는 경지이다. 즉, 나와 우주가 종적으로는 유한하고 횡적으로는 무한하다는 것을 경험을 통해 판단한 것이다. 그리고 이 경험도 선정을 통해 과거의 성겁(成劫) 때의 일을 기억한 것이다.
4. 변무변론 제4견은, 〈범동경〉과 《브라흐마잘라 숫따》등에 따르면, 경험이 아닌 추론을 통해 자아와 우주가 유한한 것도 아니고 무한한 것도 아니라고 결론을 내리는 것이다. 이에 비해 《대비바사론》 제199권에 따르면, 제4견도 추론에 의한 것이 아니라 선정력에 의한 것이다. 그런데 앞의 세 가지 견해가 과거의 성겁(成劫) 때의 일만을 기억한 것임에 비해, 제4견은  과거의 괴겁(壞劫) 때의 일을 기억하는 것이 더해진 것이다. 즉, 과거의 괴겁(壞劫) 때에 천안(天眼)으로 우주를 종적으로 보고 신족통(神足通)으로 우주를 횡적으로 여행한 경험의 기억이 더해져, 이로 인해 자아와 우주에 대해 유한하다고도 무한하다고도 '확정할 수 없다'는 판단을 가지게 된 것이다. 즉, 제4견은 단순한 회의론 혹은 불가지론이 아니다. 비록 완전한 깨달음의 경지에 비할 때는 제한된 것이지만, 뛰어난 경지의 선정을 통한 경험에 근거한 (제한된) '사실'의 진술이다.

《대비바사론》의 제4견에 대한 견해를 제외하고 〈범동경〉등에 따르면, 변무변론의 4견 중에서 초견부터 제3견까지는 선정 즉 수혜(修慧)를 통한 경험에 근거한 견해이고, 제4견은 문혜(聞慧) · 사혜(思慧)를 통한 추론에 근거한 견해이다. 달리 말해, 초견부터 제3견까지는 제한된 선정력으로, 즉, 부처의 선정력에 도달하지 못한 상태의 선정력으로, 즉, 열반을 성취하지 못한 상태의 선정력으로, 즉, 일체지에 도달하지 못한 상태의 선정력으로 세간 즉 '우주 공간'의 한계를 관찰하고 그 경험에 바탕하여 '자아와 우주는 유한하다', '자아와 우주는 무한하다', 혹은 '자아와 우주는 유한하기도 하고 무한하기도 하다'라는 결론을 내리는 것이다. 이에 비해 제4견은 선정을 통한 경험이 아니라 문혜 · 사혜를 통한 추론에 근거하여 '우주는 유한하지도 않고 무한하지도 않다'라는 결론을 내리는 것이다. 이 경우의 제4견은 단순한 회의론 혹은 불가지론이라 할 수 있다.
변무변론(邊無邊論)은 붓다가 대답하기를 거부하고 침묵한 14무기 가운데 공간과 관련된 4가지 질문에 대한 견해, 즉  '우주는 공간적으로 유한하다(世間有邊) · 무한하다(世間無邊) · 유한하기도 하고 무한하기도 하다(世間有邊無邊) · 유한한 것도 아니고 무한한 것도 아니다(世間非有邊非無邊)'라는 견해를 가진 외도들에 대응한다. 즉, 변무변론은 이들이 어떤 근거로 이러한 견해들을 가지게 되었는지에 대한 당시 불교계의 입장과 해석을 보여준다. 그리고 변무변론은 자아와 우주의 공간적 유한성과 무한성에 대한 견해인데, 공간은 사물의 운동이 일어나는 곳이고 사물의 운동을 순서에 따라 나열한 것이 시간이므로, 공간이 무한하다는 것은 시간적으로 끝이 없다는 것을 내포하고 공간이 유한하다는 것은 시간적으로 끝이 있다는 것을 내포한다. 따라서, 《대비바사론》 제199권에 따르면, 자아와 우주가 공간적으로 유한하다고 보는 초견은 단견(斷見) · 상견(常見)의 변집견 중 단견에, 무한하다고 보는 제2견은 상견에, 유한하기도 하고 무한하기도 하다고 보는 제3견은 일분단견일분상견(一分斷見一分常見)에 속한다. 자아와 우주가 공간적으로 유한한 것도 아니고 무한한 것도 아니라고 보는 제4견은 단견이라고도 상견이라고도 할 수 없으며, 다만, 자아가 실유한다고는 보는 견해이기 때문에 살가야견에 속한다.
변무변론은 유변무변론(有邊無邊論) 또는 세간유변무변론(世間有邊無邊論)이라고도 한다. 《유가사지론》 제87권에서는 변무변론을 유변무변상론(有邊無邊想論)이라 부르고 있다.
변무변론에 대한 설명은 제4견을 제외하고는 모든 경론에서 거의 완전히 일치한다. 제4견에 대해서는 선정력, 즉 천안과 신족통에 의한 것인지 추론에 의한 것이지에 대해 다음 표와 같은 차이가 있다.
|                | 범동경                                      | 대승의장                                                                | 브라흐마잘라 숫따                           | 불설범망육십이견경                          | 대비바사론                                  |
| -------------- | ------------------------------------------- | ----------------------------------------------------------------------- | ------------------------------------------- | ------------------------------------------- | ------------------------------------------- |
| 변무변론 초견  | 천안: 종적 유한, 성겁                       | 천안: 종적 유한, 성겁                                                   | 천안: 종적 유한, 성겁                       | 천안: 종적 유한, 성겁                       | 천안: 종적 유한, 성겁                       |
| 변무변론 제2견 | 천안: 횡적 무한, 성겁                       | 천안: 횡적 무한, 성겁                                                   | 천안: 횡적 무한, 성겁                       | 천안: 횡적 무한, 성겁                       | 천안: 횡적 무한, 성겁                       |
| 변무변론 제3견 | 천안과 신족통: '종적 유한, 횡적 무한', 성겁 | 천안과 신족통: '종적 유한, 횡적 무한' 또는 '종적 무한, 횡적 유한', 성겁 | 천안과 신족통: '종적 유한, 횡적 무한', 성겁 | 천안과 신족통: '종적 유한, 횡적 무한', 성겁 | 천안과 신족통: '종적 유한, 횡적 무한', 성겁 |
| 변무변론 제4견 | 추론                                        | 추론                                                                    | 추론                                        | 천안과 신족통: 유한/무한 불확정, 괴겁       | 천안과 신족통: 유한/무한 불확정, 괴겁       |

#### (9) 변무변론 초견
或有沙門、婆羅門種種方便，入定意三昧，以三昧心觀世間，起邊想，彼作是說：『此世間有邊，是實餘虛，所以者何？我以種種方便入定意三昧，以三昧心觀世間有邊，是故知世間有邊，此實餘虛。』是謂初見。沙門、婆羅門因此於本劫本見起論：我及世間有邊，於四見中，齊是不過。

 
어떤 사문 바라문은 갖가지 방편으로 정의삼매에 들어가 삼매의 마음으로써 세간을 관찰하고는 '끝이 있다'는 생각을 일으킨다. 그는 이렇게 말한다.

'이 세간은 끝이 있다. 이것이 진실이고 다른 것은 거짓이다. 무슨 까닭인가? 나는 갖가지 방편으로 정의삼매에 들어 삼매의 마음으로써 세간에 끝이 있음을 관찰하였기 때문이다. 그러므로 세간은 끝이 있으며, 이것이 진실이고 다른 것은 거짓인 줄을 안다.'

이것이 초견이다. 사문 바라문들은 이로 인해 본겁 본견에 대해서 '나와 세간은 끝이 있다'고 주장하는데 이런 주장은 4견에서 벗어나지 못한다.
 — 《장아함경》 제14권 〈21. 범동경(梵動經)〉. 한문본 & 한글본
言有邊者。有人入定觀察世間。齊己所見生有邊想。便言。世間一向有邊。是為初見。— 《대승의장》 제6권 〈62견의(六十二見義)〉. 한문본

53. "There are, bhikkhus, some recluses and brahmins who are extensionists,[8] and who on four grounds proclaim the world to be finite or infinite. And owing to what, with reference to what, do these honorable recluses and brahmins proclaim their views?

54. "In the first case, bhikkhus, a certain recluse or a brahmin, by means of ardor, endeavor, application, diligence, and right reflection, attains to such a degree of mental concentration that with his mind thus concentrated he abides perceiving the world as finite. He speaks thus: 'The world is finite and bounded. What is the reason? Because I attain to such concentration of mind that I abide perceiving the world as finite. For that reason I know this: the world is finite and bounded.'

"This, bhikkhus, is the first case.

[8] Antānantikā, lit. "finitizers and infinitizers." The word "extensionists" is borrowed from Rhys-Davids.— 《Brahmajāla Sutta: The All-embracing Net of Views》, Bhikkhu Bodhi의 팔리어 경전의 영역. 영문본

 佛言：「我所知法，深奧深照，我悉曉了之。若有賢者弟子，聞知者便嗟歎佛。若有異道人，於過去劫中，見過去事，念昔時行，於可計道，各樂說解知其事者，皆在十八見中。有異道人，一人言我所見有崖底、一人言我所見無崖底、一人言我所見有崖底無崖底、一人言我所見不有崖底亦不無崖底，皆在是四見中。其異道人所知何？謂若有異道人，行如是，自為世間人說有限，我所言至誠，其餘者為癡虛妄言。自為世間人說無限，作是說：『有言，我與世間有限無限，我與世亦不有限亦不無限者。後亦為虛妄語，作是說者為誑語。所以者何？我所見世間有限。』是為第一見。

 
부처님께서 말씀하셨다.

내가 아는 법은 심오하고 깊게 비춘다. 나는 그것을 모두 분명하게 깨달아 아니, 만일 어떤 현자와 제자라도 그것을 듣고 안다면 곧 부처를 찬탄할 것이다.

만일 어떤 외도가 과거겁에 대하여 과거 일을 보고 옛날에 행한 것을 기억하여 헤아릴 수 있는 수의 도(道)로 각각 그 일을 알고 있는 것을 말하기 좋아한다면 그것은 모두 18견에 빠진 것이다.

어떤 외도 중에 어느 사람은 '내가 보기에 한계[崔底]가 있다'고 하고, 어느 사람은 '내가 보기에 한계가 없다'고 하고, 어느 사람은 '내가 보기에 한계가 있기도 하고 한계가 없기도 하다'고 하고, 어느 사람은 '내가 보기에 한계가 있는 것도 아니고, 또한 한계가 없는 것도 아니다'라고 하는데, 모두 4견에 빠진 것이다.

그 외도들이 아는 것은 무엇인가? 만약 어떤 외도가 이와 같이 행하고 스스로 세간 사람들에게 '유한(有限)하다'라고 말하면서, "내가 말한 것만이 진실하고 그 밖의 것은 어리석고 허망하다. 어떤 이는 세간 사람들에게 '무한(無限)하다'라고 하기도 하고, 어떤 이는 '아(我)와 세간은 유한하기도 하고 무한하기도 하다'라고 하기도 하고, 어떤 이는 '아(我)와 세간은 유한하지도 않고 무한하지도 않다'고 하기도 하지만 후자의 말들 역시 허망한 말이다. 이런 말을 하는 것은 속이는 말[誑語]을 하는 것이다. 왜냐하면 내가 보기에는 세간이 유한하기 때문이다"라고 하니, 이것이 첫 번째 견해이다.
 — 《불설범망육십이견경》. 한문본 & 한글본
四有邊等論者。一由天眼見下唯至無間地獄。見上唯至初靜慮天。執我於中悉皆遍滿。彼作是念。過此若有我及世間我亦應見。既更不見故知非有。由斯便執我及世間俱是有邊。即是二種有分限義。— 《아비달마대비바사론》 제199권. 한문본

#### (10) 변무변론 제2견
或有沙門、婆羅門以種種方便，入定意三昧，以三昧心觀世間，起無邊想，彼作是言：『世間無邊，此實餘虛，所以者何？我以種種方便，入定意三昧，以三昧心觀世間無邊，是故知世間無邊，此實餘虛。』是第二見。沙門、婆羅門因此於本劫本見起論：我及世間無邊，於四見中，齊此不過。

 
혹 어떤 사문 바라문은 갖가지 방편으로 정의삼매에 들어 삼매의 마음으로써 세간을 관찰하고는 '끝이 없다'는 생각을 일으킨다. 그는 이렇게 말한다.

'세간은 끝이 없다. 이것이 진실이고 다른 것은 거짓이다. 무슨 까닭인가? 나는 갖가지 방편으로 정의삼매에 들어 삼매의 마음으로써 세간이 끝이 없음을 관찰하였기 때문이다. 그러므로 세간은 끝이 없으며, 이것이 진실이고 다른 것은 거짓인 줄을 안다.'

이것이 제2견이다. 여러 사문 바라문들은 이로 인해 본겁 본견에 대해서 '나와 세간은 끝이 없다'고 주장하는데, 이런 주장은 4견에서 벗어나지 못한다.
 — 《장아함경》 제14권 〈21. 범동경(梵動經)〉. 한문본 & 한글본
言無邊者。有人入定觀察世間。生無邊想。便作是言。世間無邊。是為二見。— 《대승의장》 제6권 〈62견의(六十二見義)〉. 한문본

55. "In the second case, owing to what, with reference to what, are some honorable recluses and brahmins extensionists, proclaiming the world to be finite or infinite?

"Herein, bhikkhus, a certain recluse or a brahmin, by means of ardor, endeavor, application, diligence, and right reflection, attains to such a degree of mental concentration that with his mind thus concentrated he abides perceiving the world as infinite. He speaks thus: 'The world is infinite and boundless. Those recluses and brahmins who declare the world to be finite and bounded speak falsely. The world is infinite and boundless. What is the reason? Because I attain to such concentration of mind that I abide perceiving the world as infinite. For this reason I know this: the world is infinite and boundless.'

"This, bhikkhus, is the second case.— 《Brahmajāla Sutta: The All-embracing Net of Views》, Bhikkhu Bodhi의 팔리어 경전의 영역. 영문본

 第二若有異道人，所知何？謂言：我所行所見無限，謂知我與世無限。其異道人，見如是，行如是，謂我與世無限，其人說言：『我與世無限，我至誠，其餘者為癡。反言：「我與世有限無限，我與世亦無有限亦不無限。」作是說者為誑語。所以者何？我與世無限。』是為二見。

 
둘째, 어떤 외도가 아는 것은 무엇인가? 그는 "내가 행하는 것과 보는 것은 무한하니, 아(我)와 세간은 무한함을 알겠다"고 말한다. 그 외도의 소견이 이와 같고 행이 이와 같아 '아(我)와 세간은 무한하다'고 여기고, 그 사람은 "아(我)와 세간은 무한하다. 나만이 진실하고, 나머지 사람들은 어리석으면서도 도리어 '아(我)와 세간은 유한하기도 하고, 무한하기도 하다', '아(我)와 세간은 유한하지도 않고 무한하지도 않다'라고 하는데, 이러한 말들은 속이는 말을 하는 것이다. 왜냐하면, 아(我)와 세간은 무한하기 때문이다"라고 한다. 이것이 두 번째 견해이다.
 — 《불설범망육십이견경》. 한문본 & 한글본
二由依止勝分靜慮發淨天眼傍見無邊執我於中悉皆遍滿。由斯便執我及世間俱是無邊。即是二種無分限義。— 《아비달마대비바사론》 제199권. 한문본

#### (11) 변무변론 제3견
或有沙門、婆羅門以種種方便，入定意三昧，以三昧心觀世間，謂上方有邊，四方無邊彼作是言：『世間有邊無邊，此實餘虛，所以者何？我以種種方便，入定意三昧，以三昧心觀上方有邊，四方無邊，是故我知世間有邊無邊，此實餘虛。』是為第三見。諸沙門、婆羅門因此於本劫本見起論：我及世間有邊無邊，於此四見中，齊是不過。

 
혹 어떤 사문 바라문은 갖가지 방편으로 정의삼매에 들어 삼매의 마음으로써 세간을 관찰하고는 '상방(上方)은 끝이 있고, 4방은 끝이 없다'고 생각한다. 그는 이렇게 말한다.

'세간은 끝이 있기도 하고 끝이 없기도 하다. 이것이 진실이고 다른 것은 거짓이다. 무슨 까닭인가? 나는 갖가지 방편으로 정의삼매에 들어 삼매의 마음으로써 상방은 끝이 있고 4방은 끝이 없음을 관찰하였기 때문이다. 그러므로 나는 세간이 끝이 있기도 하고 끝이 없기도 하며, 이것이 진실이고 다른 것은 거짓인 줄을 안다.'

이것이 제3견이다. 여러 사문 바라문들은 이로 인해 본겁 본견에 대해 '나와 세간은 끝이 있기도 하고 끝이 없기도 하다'고 주장하는데, 이런 주장은 4견에서 벗어나지 못한다.
 — 《장아함경》 제14권 〈21. 범동경(梵動經)〉. 한문본 & 한글본
言亦有邊亦無邊者。有人入定。觀察世間上下有邊四方無邊。四方有邊上下無邊。便言。世間亦有邊亦無邊。是為三見。— 《대승의장》 제6권 〈62견의(六十二見義)〉. 한문본

56. "In the third case, owing to what, with reference to what, are some honorable recluses and brahmins extensionists, proclaiming the world to be finite or infinite?

"Herein, bhikkhus, a certain recluse or a brahmin, by means of ardor, endeavor, application, diligence, and right reflection, attains to such a degree of mental concentration that with his mind thus concentrated he abides perceiving the world as finite in the upward and downward directions, but as infinite across. He speaks thus: 'The world is both finite and infinite. Those recluses and brahmins who declare the world to be finite and bounded speak falsely; and those recluses and brahmins who declare the world to be infinite and boundless also speak falsely. The world is both finite and infinite. For what reason? Because I attain to such concentration of mind that I abide perceiving the world as finite in the upward and downward directions, but as infinite across. For this reason I know this: the world is both finite and infinite.'

"This, bhikkhus, is the third case.— 《Brahmajāla Sutta: The All-embracing Net of Views》, Bhikkhu Bodhi의 팔리어 경전의 영역. 영문본

 第三若有異道人，所知何？謂其異道人見如是行，謂：『知我與世有限無限，我所言至誠，其餘為癡虛妄語。反言：「我與世有限無限，我與世亦不有限亦不無限。」作是說者為誑語。所以者何？我與世有限無限。』是為第三見。

 
셋째, 어떤 외도가 아는 것은 무엇인가? 그 외도의 소견이 이와 같고 행이 이와 같아 "아(我)와 세간은 유한하기도 하고 무한하기도 한 것을 안다. 내가 말하는 것만이 진실하고 나머지 말들은 어리석고 허망하면서도 도리어 '아(我)와 세간은 유한하다', '아(我)와 세간은 무한하다',1) '아(我)와 세간은 유한하지도 않고 또한 무한하지도 않다'고 하지만 이러한 말을 하는 것은 속이는 말이다. 왜냐하면 아(我)와 세간은 유한하기도 하고 무한하기도 하기 때문이다"라고 한다. 이것이 세 번째 견해이다.

1) 원문 '我與世有限無限'에 따르면, '아(我)와 세간은 유한하기도 하고 무한하기도 하다'라고 번역해야 하며, 한글본도 이렇게 번역되어 있다. 하지만, 이렇게 번역하면 한문본 원문에는 충실한 번역이지만 내용의 문맥이 맞지 않으므로 문맥에 맞게 “'아(我)와 세간은 유한하다', '아(我)와 세간은 무한하다'” 로 편집자가 수정하였다.
 — 《불설범망육십이견경》. 한문본 & 한글본
三由天眼及神境通。由天眼通見下唯至無間地獄。見上唯至初靜慮天。由神境通運身傍去不得邊際。遂於上下起有邊想。於傍世界起無邊想。執我於中悉皆遍滿。由斯便執我及世間亦有邊亦無邊。即是二種俱有分限無分限義。— 《아비달마대비바사론》 제199권. 한문본

#### (12) 변무변론 제4견
或有沙門、婆羅門有捷疾相智，善於觀察，彼以捷疾觀察智，以己智辯言：『我及世間非有邊非無邊，此實餘虛。』是為第四見。諸沙門、婆羅門因此於本劫本見起論：我及世間有邊無邊，此實餘虛，於四見中，齊是不過。

 
혹 어떤 사문 바라문은 민첩한 지혜가 있어 잘 관찰한다. 그는 민첩하게 관찰하는 지혜로 관찰하고는 자기의 지혜와 말재주로써 말한다.

'나와 세간은 끝이 있는 것도 아니요 끝이 없는 것도 아니다. 이것이 진실이고 다른 것은 거짓이다.'

이것이 제4견이다. 여러 사문 바라문은 이로 인해 본겁 본견에 대해서 '나와 세간은 끝이 있기도 하고 끝이 없기도 하다. 이것이 진실이고 다른 것은 거짓이다'고 주장하는데 이런 주장은 4견에서 벗어나지 못한다.
 — 《장아함경》 제14권 〈21. 범동경(梵動經)〉. 한문본 & 한글본
言非有邊非無邊者。或復有人。以捷疾智觀察世間。為非有邊及無邊。便言。世間非邊無邊。此義如前十四難中具廣分別。是為四見(此三門竟)。— 《대승의장》 제6권 〈62견의(六十二見義)〉. 한문본

57. "In the fourth case, owing to what, with reference to what, are some honorable recluses and brahmins extensionists, proclaiming the world to be finite or infinite?

"Herein, bhikkhus, a certain recluse or a brahmin is a rationalist, an investigator. He declares his view — hammered out by reason, deduced from his investigations, following his own flight of thought — thus: 'The world is neither finite nor infinite. Those recluses and brahmins who declare the world to be finite and bounded, those who declare it to be infinite and boundless, and those who declare it to be both finite and infinite — all these speak falsely. The world is neither finite nor infinite.'

"This, bhikkhus, is the fourth case.— 《Brahmajāla Sutta: The All-embracing Net of Views》, Bhikkhu Bodhi의 팔리어 경전의 영역. 영문본

 第四若有異道人，所知何？謂其人言：『我念如是行如是見，謂知我與世亦不有限亦不無限，我所言者至誠，其餘者為癡虛妄語。反言：「我與世有限，我與世無限，我與世有限無限。」作是說者為誑語。所以者何？我與世亦不有限亦不無限。』是為第四見。」　佛言：「諸異道人，有言有限、有言無限、有言有限無限、有言亦不有限亦不無限，我及世間者，皆在是四見中，不能復過是四見上。佛皆知是，復過是上絕妙知。是以不譏不毀，得無為。佛知痛痒所更樂，知方便所從起，不受著，佛善解。」

 
넷째, 어떤 외도가 아는 것은 무엇인가? 그 사람은 "나는 이와 같이 행하고 이와 같이 본 것을 기억하여 아(我)와 세간은 유한하지도 않고 또한 무한하지도 않은 것을 안다. 내가 말한 것만이 진실하고, 그 나머지는 어리석고 허망한 말인데도, 도리어 '아(我)와 세간은 유한하다', '아(我)와 세간은 무한하다', '아(我)와 세간은 유한하기도 하고 무한하기도 하다'라고 말하니, 이러한 말을 하는 것은 속이는 말이다. 왜냐하면 아(我)와 세간은 유한하지도 않고 또 무한하지도 않기 때문이다"라고 한다. 이것이 네 번째 견해이다.

부처님께서 말씀하셨다.

“모든 외도들이 어떤 이는 '유한하다'고 말하며, 어떤 이는 '무한하다'고 말하며, 어떤 이는 '유한하기도 하고 무한하기도 하다'고 말하며, 어떤 이는 '유한하지도 않고 또한 무한하지도 않다'고 한다. 아(我)와 세간에 대한 견해는 모두 이 4견에 빠져 있어서 이 4견을 벗어날 수 없지만 부처는 이것을 모두 알고, 다시 이것을 벗어나 절묘하게 안다. 그러므로 꾸짖지도 않고 비방하지도 않고 무위를 얻었다. 부처는 통양으로 바뀌는 즐거움임을 알고, 방편이 일어난 유래를 알고 받아들임도 집착도 없이 부처는 잘 해탈하였다.”
 — 《불설범망육십이견경》. 한문본 & 한글본
四非有邊非無邊者即遮第三為此第四。彼作是念。我及世間俱不可說定是有邊定是無邊。然皆實有。或有說者。彼見世間橫無邊故。執我世間俱非有邊。彼見世間竪有邊故。執我世間俱非無邊雖無決定而實有我。復有說者。彼執我體或舒或卷不可定說。舒無邊故說非有邊。卷有邊故說非無邊。
問如是四種既緣現在。云何說為前際分別。答彼待未來亦名前際。復有說者。此四由憶成劫壞劫而建立故。皆得說為前際分別。謂第一論由憶過去成劫之時。我及世間竪有分限故便起有邊想。若第二論由憶過去成劫之時。我及世間橫無分限故便起無邊想。若第三論由憶過去成劫之時。我及世間竪有分限橫無分限。起亦有邊亦無邊想。若第四論由憶過去壞劫之時。我及世間雖不可得分量狹廣。而是實有起非有邊非無邊想。有作是說。執有邊者即是斷見。執無邊者即是常見。執亦有邊亦無邊者。即是一分斷見一分常見。執非有邊非無邊者。即是唯起薩迦耶見。
如是四種前際分別有邊等論。依前所說多四事起。— 《아비달마대비바사론》 제199권. 한문본

### 종종론 (4견)
종종론(種種論)의 문자 그대로의 뜻은 '갖가지의 견해 또는 이론'으로, 선악에 과보가 있는가, 다른 세상 즉 내세 혹은 열반이 있는가, 어떤 것이 선이고 불선인가를 포함한 일체법에 대한 갖가지 질문에 대해 아는 바대로 정직하게 곧바로 답하지 않고, 자신의 무지를 드러내지 않기 위해 혹은 이런 의도는 없으나 무지하여서 여러 가지 상황적인 대답을 나열하여 얼버무리는 것으로써 질문에 대한 답을 삼는 것을 말한다.
종종론은 불사교란론(不死矯亂論)이라고도 한다. 《대비바사론》 제199권과 《유가사지론》 제87권에 따르면, 종종론자들은 불사천(不死天), 즉, 영원한 생명을 가진 신[天, deva], 즉 최고신을 귀히 여기고 섬기며 사후에 이 신의 거주처로서의 불사천(즉, 말하자면, 천국 또는 극락)에 태어나기를 원하는데, 한 가지 특이한 점은 이들의 교의 중에 '누군가가, 특히, 이치에 밝은 사람이  불사천에 대해 질문할 때, 답을 잘하면 그것이 좋은 원인이 되어 사후에 불사천에 태어나고, 반대로 거짓을 답하거나 답을 잘하지 못하면 그것이 장애가 되어 불사천에 태어나지 못한다'는 교의가 있다는 것이다. 불교의 입장에서는 이러한 교의는 바른 원인이 아닌 것을 청정하고 뛰어난 원인으로 삼는 것이므로 계금취에 해당하는 데, 이들 외도에게는 답을 잘하지 못하는 것을 피하는 것이 아주 중요한 일이기 때문에 결과적으로 회피하는 답 혹은 얼버무리는 답을 한다는 것이다. 《불설범망육십이견경》에는 고타마 붓다가 다음과 같은 문맥상 매우 이해하기 어려운 진술을 한 것으로 나타나 있는데, 이 진술은 외도가 가진 '불사천 교의'를 가리킨 것이다: "사문과 바라문이 수행과 지식이 많고, 영리하고 슬기로워 그 뜻을 해설하며, 그 말이 틀림이 없는가 자세히 관찰하며, 그의 명성이 먼 지방까지 알려지고 다른 이의 소견을 버렸더라도(즉, 경험적 선정력은 없지만 아주 밝은 추론적 지식이 있을 때), 그곳에 와서 자세히 묻는 이를 깨우쳐 주어 보내지 못하면, 그 외도(즉, 질문을 받은 사문과 바라문)는 죽어서 악도에 떨어진다고 하니, 이것이(즉, 이러한 계금취가 종종론의) 첫 번째 견해(가 있게 된 이유)이다."
종종론자의 논리에 대해 보다 구체적으로 말하자면, 《장아함경》 〈범동경〉에서는 다른 세상이 있는가 즉 열반 또는 피안이 존재하는가라는 질문에 대해 종종론자는 다음과 같은 논리를 전개한다:
"나는 다른 세상이 있는지 다른 세상이 없는지를 보지도 못했고 알지도 못한다. 만일 내가 말한다면 그것은 곧 거짓말이 된다. 나는 거짓말을 두려워하고 싫어한다. 그러니 이것으로써 귀의할 데를 삼고 섬을 삼고 집을 삼고 구경도를 삼자. 그가 만일 물으면 마땅히 이렇게 대답하리라. '이 일은 이러하다. 이 일은 사실이다. 이 일은 다르다. 이 일은 다르지 않다. 이 일은 다른 것도 아니요 이 일은 다르지 않은 것도 아니다.'"
《대비바사론》과 《유가사지론》의 위의 '불사천 교의'에 의거하여 위의 종종론자의 논리를 보충하면 다음과 같다:
"나는 (그들이 말하는) 열반이 있는지 열반이 없는지를 보지도 못했고 알지도 못한다. 따라서 만일 내가 말한다면 그것은 곧 거짓말이 된다. (나는 불사천이 존재한다고 믿으며,) 나는 사후에 불사천에 태어나기를 원하는데 거짓말을 하게 되면 이것이 원인이 되어 사후에 불사천에 태어날 수가 없다. 따라서 나는 다음과 같은 대답을 귀의할 데를 삼고 섬을 삼고 집을 삼고 구경도를 삼아 만일 누군가가, 특히 이치에 밝은 사람이 물으면 마땅히 이렇게 대답하리라: '어떤 점을 근거로 하다면 열반은 있다. 어떤 점을 근거로 하다면 열반은 사실이다. 어떤 점을 근거로 하다면 열반은 없다. 어떤 점을 근거로 하다면 열반은 없지 않다. 어떤 점을 근거로 하다면 열반은 없는 것도 아니요 없지 않은 것도 아니다.'"
〈범동경〉에 따르면, 종종론에는 다음과 같은 종종론 초견 · 제2견 · 제3견 · 제4견의 총 4가지 견해가 있다.
1. 종종론 초견은 선악에 과보가 있는가 없는가라는 질문에 대해, 지혜가 부족하여 그 답을 알고 있지 못하기 때문에 '이 일은 이러하다. 이 일은 사실이다. 이 일은 다르다. 이 일은 다르지 않다. 이 일은 다른 것도 아니요 다르지 않는 것도 아니다'라는 식으로 답하는 것이다.
2. 종종론 제2견은 다른 세상이 있는가 없는가라는 질문에 대해, 천안지(天眼智)와 타심지(他心智)를 성취한 상태가 아니어서 그 답을 알고 있지 못하기 때문에 역시 '이 일은 이러하다. 이 일은 사실이다. 이 일은 다르다. 이 일은 다르지 않다. 이 일은 다른 것도 아니요 다르지 않는 것도 아니다'라는 식으로 답하는 것이다.
3. 종종론 제3견은 어떤 것이 선(善)이고 어떤 것이 불선(不善)인가라는 질문에 대해, 아직은 그 답을 알고 있지 못하고 다만 현재는 번뇌를 없애기 위해 수행 중인 상태이기 때문에 역시 '이 일은 이러하다. 이 일은 사실이다. 이 일은 다르다. 이 일은 다르지 않다. 이 일은 다른 것도 아니요 다르지 않는 것도 아니다'라는 식으로 답하는 것이다.
4. 종종론 제4견은 어떤 사람이 묻는 질문에 대해, 어둡고 미련하여 그 답을 알고 있지 못하기 때문에 역시 '이 일은 이러하다. 이 일은 사실이다. 이 일은 다르다. 이 일은 다르지 않다. 이 일은 다른 것도 아니요 다르지 않는 것도 아니다'라는 식으로 답하는 것이다.

이 4가지 견해는 모두가 선정 즉 수혜(修慧)를 통한 경험에 근거한 견해가 아니라 문혜(聞慧) · 사혜(思慧)를 통한 추론에 근거한 견해이다.
종종론은 궤변론(詭辯論) 또는 이문이답(異問異答)이라고도 한다. 참고로, 궤변의 사전적 의미는 다음과 같다.
- 도리에 맞지 않는 변론. 도리가 아닌 말을 도리에 맞는 것처럼 억지로 공교롭게 꾸며대는 말
- 상대편을 이론으로 이기기 위해서, 상대방의 사고의 혼란ㆍ불확정 및 감정의 격앙을 이용하여 참이 아닌 것을 참인 것처럼 꾸며대는 논법
- 옳은 전제(前提)에서 누가 보든지 이상하게 생각할 결론을 유도해서 쉽사리 반박하기 어렵게 하는 논법

《유가사지론》 제87권에서는 종종론을 불사교란론(不死矯亂論)이라 부르고 있다. 누군가가 불사천에 대해 물으면, 한편으로는 자신의 무지가 드러날까 두려워서, 한편으로는 왜곡[諂曲]된 마음이 있어서, 한편으로는 마음에 두려움이 생겨서, 한편으로는 어리석어서, 이러한 갖가지 이유들로 인해 물음에 곧바로 명확히 답하지 않거나 못하고 갖가지로 교란되게 답하기 때문에, 종종론을 불사교란론이라고 한다.
|              | 범동경                                  | 대승의장                                | 브라흐마잘라 숫따                                         | 불설범망육십이견경                                                                   | 대비바사론                           |
| ------------ | --------------------------------------- | --------------------------------------- | --------------------------------------------------------- | ------------------------------------------------------------------------------------ | ------------------------------------ |
| 종종론 초견  | 선악과보: 대답 못하면 부끄럽고 두려워서 | 선악과보: 대답 못하면 부끄럽고 두려워서 | 선과 불선: 거짓말이 두려워서                              | 후세의 유무: 문답 계금취로 인해                                                      | 선 · 불선 · 4성제: 거짓말이 두려워서 |
| 종종론 제2견 | 다른 세상의 유무: 거짓말이 두려워서     | 다른 세상의 유무: 거짓말이 두려워서     | 선과 불선: 집착이 두려워서                                | 선악과보: 반대심문이 두려워서                                                        | 선 · 불선 · 4성제: 사견이 두려워서   |
| 종종론 제3견 | 선과 불선: 번뇌가 두려워서              | 선과 불선: 생을 받음이 두려워서         | 선과 불선: 반대심문이 두려워서                            | 선악, 행(行) · 불행(不行), 악도 · 선도, 현세와 후세의 보배, 고락: 문답 계금취로 인해 | 선 · 불선 · 4성제: 무지가 두려워서   |
| 종종론 제4견 | 일체법: 어리석음으로 인해               | 일체법: 어리석음으로 인해               | 피안, 화생, 선악과보, 여래의 사후 존재: 어리석음으로 인해 | 일체법: 어리석음으로 인해                                                            | 일체법: 어리석음으로 인해            |

#### (13) 종종론 초견
或有沙門、婆羅門作如是論，作如是見：『我不見不知善惡有報、無報耶？我以不見不知故，作如是說：善惡有報耶？無報耶？』世間有沙門、婆羅門廣博多聞，聰明智慧，常樂閑靜，機辯精微，世所尊重，能以智慧善別諸見。設當問我諸深義者，我不能答，有愧於彼，於彼有畏，當以此答以為歸依、為洲、為舍，為究竟道。彼設問者，當如是答：『此事如是，此事實，此事異，此事不異，此事非異非不異。』是為初見。沙門、婆羅門因此問異答異，於四見中，齊是不過。

 
어떤 사문 바라문은 이러한 주장을 하고 이러한 견해를 가진다.

“나는 선악에 과보가 있는지 없는지를 보지도 못했고 알지도 못한다. 나는 보지도 못하고 알지도 못하기 때문에 이렇게 말한다.

'선악에는 과보가 있는가, 과보가 없는가?'

세간에는 널리 알고 많이 듣고 총명하고 지혜로우며 항상 한적한 것을 즐기고 그때그때 하는 말이 미묘하고 자세하여 세상 사람들이 존중하며 능히 지혜로써 모든 소견을 잘 분별하는 사문 바라문이 있다. 만일 그런 자들이 나에게 깊은 뜻을 묻는다면 나는 대답할 수 없어 저들에게 부끄러움을 느끼고 저들을 두려워하게 될 것이다. 그러니 마땅히 이런 대답으로써 귀의할 데를 삼고 섬[洲]을 삼고 집을 삼고 구경도(究竟道)를 삼자. 그가 만일 내게 물으면 마땅히 이렇게 대답하리라.

'이 일은 이러하다. 이 일은 사실이다. 이 일은 다르다. 이 일은 다르지 않다. 이 일은 다른 것도 아니요 다르지 않는 것도 아니다.'”

이것이 초견이다. 사문 바라문들은 이로 인해 다른 질문, 다른 대답을 하는데, 그것은 4견에서 벗어나지 못한다.
 — 《장아함경》 제14권 〈21. 범동경(梵動經)〉. 한문본 & 한글본
有人念言。我於善惡業報之中。不知不見。若有聰明多智之人。來問我者。我不能答。羞愧於彼。以羞彼故。於其善惡業果之中。隨我意解。彼設問者當如是答。此事如是。此事是實。此事不實。此事是異。此事不異。此事非異非不異等。是為初論。— 《대승의장》 제6권 〈62견의(六十二見義)〉. 한문본

61. "There are, bhikkhus, some recluses and brahmins who are endless equivocators. When questioned about this or that point, on four grounds they resort to evasive statements and to endless equivocation. And owing to what, with reference to what, do these honorable recluses and brahmins do so?

62. "Herein, bhikkhus, a certain recluse or a brahmin does not understand as it really is what is wholesome and what is unwholesome. He thinks: 'I do not understand as it really is what is wholesome and what is unwholesome. If, without understanding, I were to declare something to be wholesome or unwholesome, my declaration might be false. If my declaration should be false, that would distress me, and that distress would be an obstacle for me.' Therefore, out of fear and loathing of making a false statement, he does not declare anything to be wholesome or unwholesome. But when he is questioned about this or that point, he resorts to evasive statements and to endless equivocation: "I do not take it thus, nor do I take it in that way, nor do I take it in some other way. I do not say that it is not, nor do I say that it is neither this nor that.' "This, bhikkhus, is the first case— 《Brahmajāla Sutta: The All-embracing Net of Views》, Bhikkhu Bodhi의 팔리어 경전의 영역. 영문본

 佛言：「我所知法，深奧深照。若有賢者弟子聞知之，便嗟歎佛。若有異道人，於過去劫中，見過去事，念昔所生處，於不可計道，各樂說解其事者，皆在是十八見中。各異道人共諍說，所言各異，若有問事者，便共諍，所言各異，言：『教我某當如是，教彼人當如是，教餘人當如是，教人當如是不如是。』皆在是四見中。其異道人共諍說，所言各異者何？謂各有異道人，見如是行如是，言：『我不知亦不見，為有後世為無後世；我不知，一切無有後世；我亦不見，我所可不見不知不念是事，如我所說，不如餘者所說。』其人獨語自用：『我所見至誠，其餘為癡。』」　佛言：「受取癡邪見人，身死至泥犁惡道。若有沙門婆羅門，所行多知，黠慧解說，其義諦觀，所語無異，名聞遠方，棄捐他見，來到其所，安諦問之，不能發遣；其異道人，死墮惡道。是為第一見。

 
부처님께서 말씀하셨다.

“내가 아는 법은 심오하고 깊게 비추니, 만일 어떠한 현자와 제자라도 그것을 듣고 안다면 곧 부처를 찬탄할 것이다.

어떤 외도가 과거겁에 대하여 과거의 일을 보고, 옛날에 태어났던 곳을 기억하고, 헤아릴 수 없는 도로 각각 그 일을 아는 것을 말하기를 좋아하는 것은 모두 18견에 빠진 것이다.

각각의 외도 등이 함께 논쟁하여 말하는 것이 각기 다르다. 어떤 사람이 와서 일을 물으면 곧 함께 논쟁하며 말하는 것이 각기 다르니, '나는 아무개에게는 이렇게 해야 한다고 가르치고, 저 사람에게는 이렇게 해야 한다고 가르치고, 그 밖의 사람들에게는 이렇게 해야 한다고 가르치고, 어느 사람에게는 이렇게 해야 하고 이렇게 해서는 안 된다'고 하니, 모두 이 4견에 들어 있다.

그 외도 등이 함께 논쟁하며 말하는 것이 각기 다른 것은 무엇 때문인가? 각각의 외도들의 소견이 이와 같고 행이 이와 같아, '나는 후세(後世)가 있는지 후세가 없는지를 알지도 못하고, 또한 보지도 못했다,' '나는 후세가 없는지 전혀 알지 못한다,' '나 또한 보지 못했다,' '나는 보지 못한 것은 알지 못하고, 이러한 일은 생각하지 않는다,' '내가 말하는 것은 다른 사람들이 말하는 것과 같지 않으니, 그 사람이 독단적으로 자기의 말만 한다,' '내가 보는 것만이 진실하고, 그 밖의 것은 어리석다'고 한다.”

부처님께서 말씀하셨다.

“어리석고 삿된 소견을 받아들인 사람은 몸이 죽어 니리(泥犁)지옥의 악도(惡道)에 떨어질 것이다. 만일 사문과 바라문이 수행과 지식이 많고, 영리하고 슬기로워 그 뜻을 해설하며, 그 말이 틀림이 없는가 자세히 관찰하며, 그의 명성이 먼 지방까지 알려지고 다른 이의 소견을 버렸더라도 그곳에 와서 자세히 묻는 이를 깨우쳐 주어 보내지 못하면, 그 외도는 죽어서 악도에 떨어진다고 하니, 이것이 첫 번째 견해이다.”
 — 《불설범망육십이견경》. 한문본 & 한글본
四不死矯亂論者。不死謂天。以天長壽外道執為常住不死。有諸外道求生彼天。聞外道論作如是說。若有能答彼不死天。無亂問者得生彼天。若不能答彼不死天。無亂問者無得生義。然無亂有二種。一有相有分別。二無相無分別。有真見者無相無分別無所依故。無真見者有相有分別有所依故。彼外道輩於諸不死無亂問中。以言矯亂。
一作是念。我不如實知若善若不善及四聖諦。有餘沙門婆羅門等於如是義求如實知。彼若問我如是義者。我若決定答彼所問。便為妄語。由妄語故我便不得生於彼天。彼怖妄語故於不死無亂問中以言矯亂謂作是說。我於諸天祕密義中不應皆說。或自所證或清淨道。— 《아비달마대비바사론》 제199권. 한문본

#### (14) 종종론 제2견
或有沙門、婆羅門作如是論，作如是見：『我不見不知為有他世耶？無他世耶？』諸世間沙門、婆羅門以天眼知、他心智，能見遠事，已雖近他，他人不見。如此人等能知有他世、無他世；我不知不見有他世、無他世。若我說者，則為妄語，我惡畏妄語，故以為歸依、為洲、為舍，為究竟道。彼設問者，當如是答：『此事如是，此事實，此事異，此事不異，此事非異非不異。』是為第二見。諸沙門、婆羅門因此問異答異，於四見中，齊是不過。

 
혹 어떤 사문 바라문은 이러한 주장을 하고 이러한 견해를 가진다.

“나는 다른 세상이 있는지 다른 세상이 없는지 보지도 못했고 알지도 못한다. 세간의 여러 사문 바라문은 천안지(天眼智)와 타심지(他心智)로써 능히 먼 일을 본다. 그가 다른 사람에게 가까이 가더라도 다른 사람은 그를 보지 못한다. 이러한 사람들은 능히 다른 세상이 있는지 다른 세상이 없는지를 안다. 그러나 나는 다른 세상이 있는지 다른 세상이 없는지를 보지도 못했고 알지도 못한다. 만일 내가 말한다면 그것은 곧 거짓말이 된다. 나는 거짓말을 두려워하고 싫어한다. 그러니 이것으로써 귀의할 데를 삼고 섬을 삼고 집을 삼고 구경도를 삼자. 그가 만일 물으면 마땅히 이렇게 대답하리라.

'이 일은 이러하다. 이 일은 사실이다. 이 일은 다르다. 이 일은 다르지 않다. 이 일은 다른 것도 아니요 이 일은 다르지 않은 것도 아니다.'”

이것이 제2견이다. 여러 사문 바라문들은 이로 인해 다른 질문, 다른 대답을 하는데 그것은 4견에서 벗어나지 못한다.
 — 《장아함경》 제14권 〈21. 범동경(梵動經)〉. 한문본 & 한글본
或復有人。作如是見。我實不知。為有他世。為無他世。若有沙門婆羅門等。實有天眼及他心智能知遠事。彼來問我。我若答之。則為妄語。畏妄語故。即用彼人所知之者。以為歸依。彼設問者。取彼所見。當如是答。此事如是。此不如是。此事是異。此事不異。此事非異非不異等。是為二論。— 《대승의장》 제6권 〈62견의(六十二見義)〉. 한문본

63. "In the second case, owing to what, with reference to what, are some honorable recluses and brahmins endless equivocators, resorting to evasive statements and to endless equivocation?

"Herein, bhikkhus, a certain recluse or a brahmin does not understand as it really is what is wholesome and what is unwholesome. He thinks: 'I do not understand as it really is what is wholesome and what is unwholesome. If, without understanding, I were to declare something to be wholesome or unwholesome, desire and lust or hatred and aversion might arise in me. Should desire and lust or hated and aversion arise in me, that would be clinging on my part. Such clinging would distress me, and that distress would be an obstacle for me.' Therefore, out of fear and loathing of clinging, he does not declare anything to be wholesome or unwholesome. But when questioned about this or that point he resorts to evasive statements and to endless equivocation: 'I do not take it thus, nor do I take it in that way, nor do I take it in some other way. I do not say that it is not, nor do I say that it is neither this nor that.' "This, bhikkhus, is the second case.— 《Brahmajāla Sutta: The All-embracing Net of Views》, Bhikkhu Bodhi의 팔리어 경전의 영역. 영문본

 第二若有異道人所知何？謂其異道人，見如是所說如是：『我不知為有善惡之殃福，亦不知為無善惡之殃福，我亦不知亦不見。』若作是語：『有善惡之殃福我為著，無善惡之殃福我為離著，若我不著為轉還受。』若沙門婆羅門，所行多知，黠慧解說，其義諦觀，所語無異，名聞遠方，棄捐他見，來到其所，安諦問之，不能發遣。其異道人疑，恐畏來問，若有問者，便共諍說：『教某人當如是，教餘人當如是。當如是不如是，亦當如是不如是。』是為第二見。

 
둘째, 어떤 외도가 아는 것은 무엇인가? 그 외도의 견해가 이와 같고, 말하는 것이 이와 같다.

'나는 선과 악의 재앙과 복이 있는 것을 모르고, 또한 선과 악의 재앙과 복이 없는 것을 모른다. 나는 알지도 못하고, 또한 보지 못하니, 만일 선과 악의 재앙과 복이 있다고 말하면 내가 집착하는 것이요, 선과 악의 재앙과 복이 없다고 말하면 내가 집착을 벗어난 것이요, 만일 내가 집착하지 않는다고 말하면 도리어 받아들인[受] 것이다.'

만일 사문과 바라문이 수행과 지식이 많고 영리하고 슬기로워 그 뜻을 해설하고, 그 말한 것이 틀림이 없는가를 잘 관찰하며 명성이 먼 지방까지 알려지고, 다른 소견을 버리고, 그곳에 와서 자세히 묻는데, 깨우쳐 보낼 수 없으면 그 외도가 와서 물을까 의심하고 두려워하며, 만일 와서 묻는 이가 있으면 곧 논쟁하며 아무개에게는 이와 같이 해야 한다고 가르치고, 다른 사람에게는 이렇게 해야 한다고 가르치고, 또 이렇게 해야 하고 이렇게 해서는 안 되고, 또한 이렇게 해야 하고 이렇게 해서는 안 된다고 가르친다. 이것이 두 번째 견해이다.
 — 《불설범망육십이견경》. 한문본 & 한글본
二作是念我不如實知若善若不善及四聖諦。有餘沙門婆羅門等於如是義求如實知。彼若問我如是義者我若撥無彼所問義便為邪見。由邪見故我便不得生於彼天。彼怖邪見故於不死無亂問中以言矯亂餘如前說。— 《아비달마대비바사론》 제199권. 한문본

#### (15) 종종론 제3견
或有沙門、婆羅門作如是見，作如是論：『我不知不見何者為善？何者不善？我不知不見如是說是善、是不善？』我則於此生愛，從愛生恚，有愛有恚，則有受生；我欲滅受，故出家修行；彼惡畏受，故以此為歸依、為洲、為舍，為究竟道。彼設問者，當如是答：『此事如是，此事實，此事異，此事不異，此事非異非不異。』是為第三見。諸沙門、婆羅門因此問異答異，於四見中，齊是不過。

 
어떤 사문 바라문은 이러한 소견을 가지고 이러한 주장을 한다.

'나는 어떤 것이 선(善)이고 어떤 것이 불선(不善)인가를 알지도 못하고 보지도 못했다. 나는 이러한 주장이 선인지 불선인지 알지도 못하고 보지도 못했다. 나는 곧 여기서 애착을 일으키고 애착으로부터 화를 낸다. 애착이 있고 성냄이 있으면 곧 수(受)3)가 생기게 된다. 나는 수를 없애고자 한다. 그러므로 집을 나와 행을 닦는다.'

그는 수를 미워하고 두려워하여 이것으로써 귀의할 데를 삼고 섬을 삼고 집을 삼고 구경도를 삼을 것이다. 만일 누군가 물으면 그는 마땅히 이렇게 답하리라.

'이 일은 이러하다. 이 일은 사실이다. 이 일은 다르다. 이 일은 다르지 않다. 이 일은 다른 것도 아니고 다르지 않은 것도 아니다.'

이것이 제3견이다. 여러 사문 바라문들은 이로 인해 다른 질문, 다른 대답을 하는데 그것은 4견에서 벗어나지 못한다.

3) 맥락을 살펴보고 또 팔리본과 대조해 보았을 때 '취(取, updna)'의 의미가 합당하다고 생각된다. 신역에서 '5취온(取蘊)'이라 한역된 것이 구역에서는 '5수음(受陰)'으로 한역된 것과 같은 경우이다.
 — 《장아함경》 제14권 〈21. 범동경(梵動經)〉. 한문본 & 한글본
或復有人。作如是論。我實不知。何者是善。何者不善。我若宣說此法是善此法不善。則有所愛。若有所愛。則有所恚。若有愛恚。則有受生。畏受生故。用此非善非不善義。以為所歸。彼設問者。用此非善非惡答之。此事如是。此事是實。此事是異。此事不異。是為三論。此事異者。異於善惡。此不異者。與彼虛空相似不異。— 《대승의장》 제6권 〈62견의(六十二見義)〉. 한문본

64. "In the third case, owing to what, with reference to what, are some honorable recluses and brahmins endless equivocators, resorting to evasive statements and to endless equivocation?

"Herein, bhikkhus, a certain recluse or a brahmin does not understand as it really is what is wholesome and what is unwholesome. He thinks: 'I do not understand as it really is what is wholesome and what is unwholesome. Now, there are recluses and brahmins who are wise, clever, experienced in controversy, who wander about demolishing the views of others with their wisdom. If, without understanding, I were to declare something to be wholesome or unwholesome, they might cross-examine me about my views, press me for reasons and refute my statements. If they should do so, I might not be able to reply. If I could not reply, that would distress me, and that distress would be an obstacle for me.' Therefore, out of fear and loathing of being cross-examined, he does not declare anything to be wholesome or unwholesome. But, when questioned about this or that point, he resorts to evasive statements and to endless equivocation: 'I do not take it thus, nor do I take it in that way, nor do I take it in some other way. I do not say that it is not, nor do I say that it is neither this nor that.'

"This, bhikkhus, is the third case.— 《Brahmajāla Sutta: The All-embracing Net of Views》, Bhikkhu Bodhi의 팔리어 경전의 영역. 영문본

 第三若有異道人，所知何？謂其異道人，所見如是所說如是：『不我知何所善何所惡？當行何等不行何等？何所惡道、何所善道？何所是現世寶、何所是後世寶？常當作何等行為苦、當作何等行為樂？』若有沙門婆羅門，所行多知解，其義諦觀，所語無異，名聞遠方，棄捐他見，來到其所，安諦問之：『何所善惡當行？不行何等？何所善惡之道？何所是現後世寶，常當作？何等行為苦樂？』來問之，不能發遣，恐畏惡道，若有問事者便共諍，所言各異：『教某人當如是，教餘人當如是，教人當如是，亦當如是不如是。』為第三見。

 
셋째, 어떤 외도가 아는 것은 무엇인가? 어떤 외도의 소견이 이와 같고 말하는 것이 이와 같아, '무엇이 선이고 무엇이 악이며, 어떤 것을 행해야 하고, 어떤 것을 행하지 않아야 하며, 어느 곳이 악도(惡道)이고 어느 곳이 선도(善道)이며, 무엇이 현세의 보배이고 무엇이 후세의 보배이며, 평상시에 무엇을 행해야 괴로움이되고, 무엇을 행해야 즐거움이 되는지를 나는 모른다'고 한다.

만일 사문과 바라문이 수행과 지식이 많아 그 뜻을 풀이하고, 그 말하는 것이 틀림이 없는지를 자세히 관찰하며 명성이 먼 지방에까지 알려지고, 다른 소견을 버리며, 어떤 사람이 그곳에 와서 자세히 묻기를, '무엇이 선과 악이며, 행해야 할 것과 행하지 않아야 할 것은 무엇이며, 무엇이 선도이고 악도이며, 무엇이 현세와 후세의 보배며, 평상시에 무엇을 행해야 괴로움과 즐거움이 되는가?'라고 와서 묻는데, 깨우쳐 보낼 수 없으면 악도에 떨어질까 두려워하여, 만일 어떤 일을 묻는 이가 있으면 곧 함께 논쟁하며 말하는 것이 각각 달라 아무개에게는 이렇게 해야 한다고 가르치고, 다른 사람에게는 당연히 이렇게 해야 한다고 가르치고, 어떤 사람에게는 이렇게 해야 한다고 가르치고, 또한 이렇게 해야 하고 이렇게 해서는 안 된다고 가르친다. 이것이 세 번째 견해이다.
 — 《불설범망육십이견경》. 한문본 & 한글본
三作是念。我不如實知若善若不善及四聖諦。有餘沙門婆羅門等。於如是義求如實知。彼若問我如是義者。我若不實印彼所問。彼或詰問。我便不知。由無知故我便不得生於彼天。彼怖無知故於不死無亂問中以言矯亂。餘如前說。— 《아비달마대비바사론》 제199권. 한문본

#### (16) 종종론 제4견
或有沙門、婆羅門愚冥闇鈍，他有問者，彼隨他言答：『此事如是，此事實，此事異，此事不異，此事非異非不異。』是為四見。諸沙門、婆羅門因此異問異答，於四見中，齊是不過。

 
혹 어떤 사문 바라문은 어리석고 어둡고 미련하여 묻는 사람이 있으면 그는 그 말을 따라 이렇게 대답한다.

'이 일은 이러하다. 이 일은 사실이다. 이 일은 다르다. 이 일은 다르지 않다. 이 일은 다른 것도 아니고 다르지 않은 것도 아니다.'

이것이 제4견이다. 여러 사문 바라문들은 이로 인해 다른 질문, 다른 대답을 하는데, 그것은 4견에서 벗어나지 못한다.
 — 《장아함경》 제14권 〈21. 범동경(梵動經)〉. 한문본 & 한글본
或復有人。愚癡闇鈍。一切法中。自無所知。他有問者。隨他言答。取他世人所立諸見。用以答之。此事如是。此不如是。此異不異。是為四論(此四門竟)。— 《대승의장》 제6권 〈62견의(六十二見義)〉. 한문본

65. "In the fourth case, owing to what, with reference to what, are some honorable recluses and brahmins endless equivocators, resorting to evasive statements and to endless equivocation?

"Herein, bhikkhus, a certain recluse or a brahmin is dull and stupid. Due to his dullness and stupidity, when he is questioned about this or that point, he resorts to evasive statements and to endless equivocation: 'If you ask me whether there is a world beyond — if I thought there is another world, I would declare that there is. But I do not take it thus, nor do I take it in that way, nor do I take it in some other way. I do not say that it is not, nor do I say that is neither this nor that.'

"Similarly, when asked any of the following questions, he resorts to the same evasive statements and to endless equivocation:

A.

 2. Is there no world beyond?

 3. Is it that there both is and is not a world beyond?

 4. Is it that there neither is nor is not a world beyond?

B.

 1. Are there beings spontaneously reborn?

 2. Are there no beings spontaneously reborn?

 3. Is it that there both are and are not beings spontaneously reborn?

 4. Is it that there neither are nor are not beings spontaneously reborn?

C.

 1. Is there fruit and result of good and bad action?

 2. Is there no fruit and result of good and bad action?

 3. Is it that there both is and is not fruit and result of good and bad action?

 4. Is it that there neither is nor is not fruit and result of good and bad action?

D.

 1. Does the Tathāgata exist after death?

 2. Does the Tathāgata not exist after death?

 3. Does the Tathāgata both exist and not exist after death?

 4. Does the Tathāgata neither exist nor not exist after death?

"This bhikkhus, is the fourth case.— 《Brahmajāla Sutta: The All-embracing Net of Views》, Bhikkhu Bodhi의 팔리어 경전의 영역. 영문본

 第四若有異道人，所知何？謂其異道人意念癡，若有問事者，便共諍，所言各異：『教某人當如是，教餘人當如是，當如是不如是，亦當如是亦不如是不如是，亦當如是亦不如是。』是為第四見。所謂異道人共諍，亦說各異，若有問事者，便共諍語：『教某人當如是，教餘人當如是，當如是不如是，亦當如是亦不如是。』者，皆在四見中，不能過是四見上，佛皆知是，所知復過上絕妙知。是以不譏亦不毀，得無為。佛知痛痒更樂，方便知所從起，佛現所受意善解。

 
넷째, 어떤 외도가 아는 것이 무엇인가? 그 외도의 뜻과 생각이 어리석어 만일 어떤 일을 묻는 이가 있으면 곧 함께 논쟁하고 그 말하는 것이 각각 달라 아무개에게는 이렇게 해야 한다고 가르치고, 다른 사람에게는 이렇게 해야 한다고 가르치고, 이렇게 해야 하고 이렇게 해서는 안 된다고 가르치고, 이렇게 해야 하고 또한 이렇게 해서는 안 되고, 이렇게 해서는 안 되고 또한 이렇게 해야 하고, 또한 이렇게 해서는 안 된다고 가르친다. 이것이 네 번째 견해이다.

이른바 외도들이 함께 논쟁하고, 또한 말하는 것이 각각 달라 만일 어떤 일을 묻는 이가 있으면 곧 함께 논쟁하며, '아무개에게는 이렇게 해야 한다고 가르치고, 다른 사람에게는 이렇게 해야 한다고 가르치고, 이렇게 해야 하고 이렇게 해서는 안 되며, 또한 이렇게 해야 하고 또한 이렇게 해서는 안 된다'고 말하는 것은 모두 이 4견 중에 빠져 있어 이 4견을 벗어나지 못한다.

부처는 이것을 모두 알고, 아는 것이 다시 그것을 벗어나 절묘하게 안다. 그러므로 꾸짖지도 않고, 또한 비방하지도 않고 무위를 얻었다. 부처는 통양으로 바뀌는 즐거움인 것을 알고, 방편이 일어난 유래를 알아 부처는 지금 받아들이는 것 없는11) 뜻으로 잘 해탈하였다.

11) 고려본에는 무(無)가 없으나 앞뒤의 동일한 문장에 근거하여 무(無)를 보입하였다.
 — 《불설범망육십이견경》. 한문본 & 한글본
四作是念。我性昧劣不能搆集矯亂言詞。又作是念。若一向執非為妙善。以一向執非皆稱順諸有情心。若於他心有所違逆。我便不得生於彼天。故我應依不相違理。若有問我有後世耶。應返問言。汝何所欲。若言欲有應印彼言。我於後世亦許為有。如是問無亦有亦無非有非無。或問如是或不如是或異或不異。皆應返問隨彼所欲我便印之。又作是念。我性愚癡。若違拒他彼便別我。怖愚癡故於諸不死無亂問中。以言矯亂。
問如是四種是何見攝。答彼四於天起不死想皆常見攝。計答他問為生天因是戒禁取。問此四寧是前際分別。答此四皆於現在事轉。待未來故立前際名。或有說者。此四皆緣先所聞教。謂彼外道先聞自師所說至教。要由如是答他所問生不死天。彼不死天要由如是答問故得。故此四種皆是前際分別見攝。如是四種前際分別。不死矯亂依怖妄語邪見無知愚鈍事起。— 《아비달마대비바사론》 제199권. 한문본

### 무인이유론 (2견)
무인이유론(無因而有論) 또는 무인론(無因論)에서 '무인이유론'의 문자 그대로의 뜻은 '원인 없이 존재한다는 견해 또는 이론'으로, 나와 우주가 원인 없이, 즉, 우연히, 즉, 자연발생적으로 생겨났다는 견해이다.
무인이유론에는 무인이유론 초견 · 제2견의 총 2가지 견해가 있다.
1. 무인이유론 초견은 색계의 무상천(無想天)에서 살던 유정이 죽어서 욕계에 태어난 후에,  욕계에서의 수행을 통해 성취한 제한된 선정력으로, 즉, 부처의 선정력에 도달하지 못한 상태의 선정력으로, 즉, 열반을 성취하지 못한 상태의 선정력으로, 즉, 일체지에 도달하지 못한 상태의 선정력으로 자신의 무상천에서의 전생을 관찰하고 그 경험에 바탕하여 '세간이 즉 욕계가 원인 없이 생겨났다', 즉, '무(무상천)에서 유(욕계)가 생겼다', 즉, '만물은 원인 없이 생겨난다'라는 결론을 내리는 것이다.
2. 무인이유론 제2견은 선정력을 통한 경험 없이 자신이 살고 있고 세계, 즉, 욕계만을 관찰한 후 오로지 그 제한된 지각과 추론을 통해 '만물은 원인 없이 생겨난다'라는 결론을 내리는 것이다.

이 중에서 초견은 선정 즉 수혜(修慧)를 통한 경험에 근거한 견해이고, 제2견은 문혜(聞慧) · 사혜(思慧)를 통한 추론에 근거한 견해이다.
무인이유론은 무인견론(無因見論) 또는 무인유론(無因有論)이라고도 한다. 《유가사지론》 제87권에서는 무인이유론을 무인론(無因論)이라 부르고 있다.

#### (17) 무인이유론 초견
或有沙門、婆羅門愚冥闇鈍，他有問者，彼隨他言答：『此事如是，此事實，此事異，此事不異，此事非異非不異。』是為四見。諸沙門、婆羅門因此異問異答，於四見中，齊是不過。

 
혹 어떤 중생(무상천의 중생)은 생각도 없고 앎도 없다. 만일 그 중생이 생각을 일으키면 곧 목숨을 마치고 이 세간에 태어난다. 그가 점점 자라나면 수염과 머리를 깎고 세 가지 법의를 입고 집을 나와 도를 닦는다. 그는 정의삼매에 들어 삼매의 마음으로써 본래 어디서 태어났는지를 기억하고는 그는 이렇게 말한다.

'나는 본래 없었는데 이제 갑자기 생겨났다. 이 세간은 본래 없었는데 이제 있게 되었다. 이것이 진실이고 다른 것은 거짓이다.'

이것이 초견이다. 여러 사문 바라문들은 이로 인해 본겁 본견에 대해서 '원인 없이 생겨났다'고 주장하는데, 이런 주장은 2견에서 벗어나지 못한다.
 — 《장아함경》 제14권 〈21. 범동경(梵動經)〉. 한문본 & 한글본
有人先生無想天中。後生人間。修習禪定。憶識往事。便言無因而有世間。是為初見。— 《대승의장》 제6권 〈62견의(六十二見義)〉. 한문본

68. "There are, bhikkhus, certain gods called 'non-percipient beings.' When perception arises in them, those gods pass away from that plane. Now, bhikkhus, this comes to pass, that a certain being, after passing away from that plane, takes rebirth in this world. Having come to this world, he goes forth from home to homelessness. When he has gone forth, by means of ardor, endeavor, application, diligence, and right reflection, he attains to such a degree of mental concentration that with his mind thus concentrated he recollects the arising of perception, but nothing previous to that. He speaks thus: 'The self and the world originate fortuitously. What is the reason? Because previously I did not exist, but now I am. Not having been, I sprang into being.'

"This, bhikkhus, is the first case.— 《Brahmajāla Sutta: The All-embracing Net of Views》, Bhikkhu Bodhi의 팔리어 경전의 영역. 영문본

 若有異道人，於過去劫中，見過去事，念昔時行，於不可計道，各樂說解知其事，皆在十八見中。其道人所知何？謂有異道人言：『我於此自然生，不從他方來生。』念無所從生見，謂本無世間，今有世間。皆在二見中。其異道人所知何？謂言：『我於此自然生，不從他方來生。』念無世間，今有世間者，有天名無想，入無有思想，無有痛痒。其天人若念思想，祿相福德便薄盡，終亡來下生世間。其人行精進，離愛欲，一心定意意，即如像像其三昧，不能復念昔時所從來生。其人便言：『本無有世間，今適有世間。我昔時無，今自然生。』是第一見。

 
만일 어떤 외도가 과거겁에 대하여 과거의 일을 보며 옛날의 행을 기억하여 헤아릴 없는 도로, 각각 그 일을 아는 것을 말하기를 좋아하는 것은 모두 18견에 빠진 것이다.

그 외도가 아는 것은 무엇인가? 그 외도는 하기를, '나는 이곳에 저절로 태어났고 다른 곳에서 와서 태어난 것이 아니다'라고 하며, 어느 곳에 태어난 기억이 없는 것으로 인하여 소견을 내어 '본래 세간이 없다가 지금 세간이 있다'고 하니, 모두 2견에 빠진 것이다.

그 외도가 아는 것이 무엇이기에 '나는 이곳에 저절로 태어났고, 다른 곳에서 와서 태어난 것이 아니다'라고 하며, '세간이 없었는데 지금 세간이 있다'고 생각하는가? 이름이 무상입(無想入)인 하늘이 있는데, 그곳은 사상(思想:想)도 없고, 통양도 없다. 그 곳의 천인이 만일 사상을 내면 복록과 복덕이 곧 엷어지고 없어져서 마침내 죽어 인간 세상에 내려와 태어난다. 그 사람이 정진을 행하고 애욕을 멀리하고, 일심으로 정의(定意:선정)를 닦으면 뜻이 곧 법에 여여하게 된다. 그러나 그 삼매는 옛날에 태어났던 곳을 기억할 수 없어서 그 사람이 곧, '본래 세간이 없다가 지금 마침 세간이 있다. 나는 옛날에는 없다가 지금 저절로 태어났다'고 하니, 이것이 첫 번째 견해이다.
 — 《불설범망육십이견경》. 한문본 & 한글본
二無因生論者。一從無想有情天歿來生此間。由得宿住隨念通故雖能憶彼出無想心及後諸位。而不能憶出心以前所有諸位。便作是念。我於彼時本無而起。諸法如我亦應一切本無而生。由斯便執我及世間皆無有因自然生起。— 《아비달마대비바사론》 제199권. 한문본

#### (18) 무인이유론 제2견
或有沙門、婆羅門有捷疾相智，善能觀察，彼已捷疾觀察智觀，以己智辯能如是說：『此世間無因而有，此實餘虛。』此第二見。諸有沙門、婆羅門因此於本劫本見，無因而有，有此世間，於二見中，齊是不過。

 
혹 어떤 사문 바라문은 민첩한 지혜로 능히 잘 관찰한다. 그는 민첩하게 관찰하는 지혜로써 관찰하고는 자기의 지혜와 말재주로써 이렇게 말한다.

'이 세간은 원인 없이 생겼다. 이것이 진실이고 다른 것은 거짓이다.'

이것이 제2견이다. 여러 사문 바라문들은 이로 인해 본겁 본견에 대해서 '이 세간은 원인 없이 생겼다'고 주장하는데 이런 주장은 2견에서 벗어나지 못한다.
 — 《장아함경》 제14권 〈21. 범동경(梵動經)〉. 한문본 & 한글본
或復有人。以捷疾智分別觀察說言。世間無因而有。是為二見。— 《대승의장》 제6권 〈62견의(六十二見義)〉. 한문본

69. "In the second case, owing to what, with reference to what, are some honorable recluses and brahmins fortuitous originationists, proclaiming the self and the world to originate fortuitously?

"Herein, bhikkhus, a certain recluse or a brahmin is a rationalist, an investigator. He declares his view — hammered out by reason, deduced from his investigations, following his own flight of thought — thus: 'The self and the world originate fortuitously.'

"This, bhikkhus, is the second case.— 《Brahmajāla Sutta: The All-embracing Net of Views》, Bhikkhu Bodhi의 팔리어 경전의 영역. 영문본

 第二若有異道人，意念癡，其癡人念言：『本無世間，今適有世間。我本無，今自生有。所以者何？我本無，今自生有，是謂為本無有世間。』是為第二見。其異道人所可，謂我本無所從來生，念無所從生見，謂本無世間，今適有世間者，皆在是二見中，是二見不能復過上。佛皆知是，復過其上絕妙知。是以不譏亦不毀，得無為。佛知痛痒所更樂，知方便所從、起以見，佛無所受意善解。

 
둘째는 만일 어떤 외도가 뜻과 생각이 어리석으면 그 어리석은 사람은 생각한다.

'본래 세간이 없다가 지금 마침 세간이 있구나. 나도 본래 없다가 지금 저절로 생겨나 있구나. 왜냐하면 나는 본래 없다가 지금 저절로 생겨나 있기 때문이다'

이것이 본래 세간이 없다고 여기는 것이니, 이것이 두 번째 견해이다.

그 외도가 '나는 본래 태어나게 된 곳이 없다'고 말할 수 있는 것은 태어나게 된 곳에 대한 기억이 없어서이니, 이것으로 인한 견해로 '본래 세간이 없고 지금 마침 세간이 있다'고 하는 것이니, 모두 이 2견에 빠진 것이다. 이 2견은 앞에서 말한 것보다 나을 것이 없다.

이 부처는 이것을 모두 알고 다시 그것을 벗어나 절묘하게 안다. 그러므로 꾸짖지도 않고, 또한 비방하지도 않고, 무위를 얻었다. 부처는 통양으로 인하여 바뀌는 즐거움이라는 것을 알고, 방편이 생긴 유래와 그것에서 비롯된 견해임을 알아 부처는 곧 받아들이는 뜻이 없이 잘 해탈하였다.
 — 《불설범망육십이견경》. 한문본 & 한글본
二由尋伺虛妄推求。今身所更既皆能憶前身。若有彼所更事今此身中亦應能憶。既不能憶故知彼無。又作是念。若依彼生諸有情類必還似彼。如酪中虫還似於酪。牛糞中虫還似牛糞。青葉中虫還似青葉。父母生子還似父母。非即酪等是虫等因。故知一切身及諸根覺慧等法皆無因起。又作是念。現見孔雀鸞鳳雞等山石草木花果刺等。色形差別皆不由因自然而有。彼作是說。誰銛諸刺誰畫禽獸誰積山原誰鑿澗谷誰復彫鏤草木花菓。如是一切皆不由因於造世間無自在者由斯便執我及世間皆無因生自然而有。

如是二種前際分別無因生論。由無想天虛妄尋伺二事而起。— 《아비달마대비바사론》 제199권. 한문본